# Middelaldercentret
|  | Middelaldercentret ved Nykøbing Falster – ikke at forveksle med Bornholms Middelaldercenter, som ligger ved Østerlars Kirke på Bornholm. |
Middelaldercentret er et frilandsmuseum, oplevelses- og forsøgscenter med fokus på dansk middelalder omkring år 1400. Museet ligger i den nordlige udkant af Sundby på Lollandssiden af Guldborg Sund lige over for Nykøbing Falster og er områdets mest populære attraktion.
På centret er der opbygget en del af en typisk dansk købstad, hvor der bl.a. forefindes håndværkerhuse, handelsboder og en havn med tilhørende små og store skibe. Museets ansatte er iført periodens dragter, bebor husene og varetager dagligdags aktiviteter fra middelalderen som madlavning, håndværk og våbentræning. Centret råder desuden over et arsenal af periodens våben, bl.a. blider, hvoraf den ene er verdens største, ballista og krudtvåben som hagebøsser og en bombard, der demonstreres dagligt i sæsonen. Omkring 100 gange hver sæson afvikles der ridderturneringer.
Museet har både faste ansatte og kommunalt beskæftigede. Derudover findes en støtteforening, hvorfra en stor gruppe frivillige deltager i formidlingen. Alle aktører "lever i middelalderen", hvilket betyder, at de ikke kender til moderne ting som fjernsyn og mobiltelefoner.
Frem til januar 2015 var historiker og foredragsholder Kåre Johannessen museumsinspektør på museet, men han er nu løst tilknyttet.
Udover almindelig museumsvirksomhed driver Middelaldercentret omfattende forskning i middelalderen og forskellige middelalderteknologier, og man har rekonstrueret bl.a. våben, skibe, klædedragter, løftemekanismer og dykkerudstyr. Museet har vundet anseelse som et af de mest autentiske steder i Europa inden for perioden middelalder. Grundet Middelaldercentrets unikke bygninger og autenticitet er byen blevet brugt i adskillige film, dokumentarer og tv-serier, og personale og udstyr er ligeledes indgået i flere produktioner.

## Beliggenhed
Museet ligger i den nordlige udkant af Sundby på Lolland ud til Guldborg Sund med udsigt til Nykøbing Falster på østsiden af sundet. Kastemaskinen, som lagde grund for Middelaldercentret, blev anlagt på en strandeng ved Guldborg Sund, således at den kunne affyre sten uden fare for omgivelserne. Nord for museet ligger Hamborgskoven, der er en fredskov. Den ejes af Det Classenske Fideicommis, men centret lejer et stykke af skoven, der grænser op til området. Efter der blev udgravet og anlagt en havn, er der adgang til Guldborg Sund fra middelalderbyen. Uden for middelalderhavnen findes også en anløbsbro til moderne skibe, og skibe som der ikke er plads til inde i havnen.
Middelaldercentret ejer også en naboejendom med omkringliggende jorde, der ligger overfor indgangsbygningen. Bygningen er fra 1875 og er klassificeret af Kulturarvsstyrelsen til bevaringsværdi 3. Indgangsbygningen tilhører middel bevaringskategori med bevaringsværdi 4. En forvaltningsbygning er ligeledes bevaringsværdig.
En overgang rådede museet også over øen Flatø på 32 ha, der ligger i Guldborg Sund syd for Nykøbing Falster.
Med offentlig transport er der adgang til museet med bus 702, der afgår fra Nykøbing F Station. Adgang med bil sker nordfra via Sydmotorvejens afkørsel 45 mod syd af Majbøllevej og senere Guldborgvej. Fra primærrute 9, der går gennem Nykøbing Falster, er der ligeledes adgang til museet fra syd via Guldborgvej. En cykelrute på 44 km, kaldet Sundruten, der går rundt om Guldborg Sund, går lige forbi Middelaldercentret.

## Historie

### Etablering–1999
Middelaldercentret startede med rekonstruktionen af en middelalderlig kastemaskine, kaldet en blide, der blev bygget i anledning af Nykøbing Falsters 700 års jubilæum i 1989. En komité efterlyste ideer til at markere jubilæet og museumsinspektøren Peter Vemming indsendte en ansøgning på 70.000 DKK (ca. 138.000 i 2024-DKK). Det lokale museum rekonstruerede herefter bliden, der blev indviet den 10. juli, og forsøget kørte i de følgende tre uger, mens 15-30.000 gæster besøgte stedet. Til den første affyring havde man annonceret skuddet i Efterretninger For Søfarende seks uger i forvejen, og der var et skib på sundet, som kunne guide eventuelle sejlende udenom målområdet. Det lokale teater, Teatret Masken, opførte et historisk teaterstykke, og den daværende rigsantikvar Olaf Olsen holdt en tale. Begivenheden blev dækket af både nationale og internationale medier, da det var første gang i nyere tid, at en blide var blevet bygget og affyret.
Efter den massive interesse startede man projektet "Middelalderligt teknologicenter", som kørte i to måneder over sommeren i 1991. Projektet bestod i en række værksteder og et køkkentelt omkring bliden. Her besøgte omkring 20.000 mennesker området i august og september måned.
Som selvejende institution blev Middelaldercentret grundlagt i 1992, og besøgstallet voksede støt. Man nåede til et punkt, hvor man enten måtte lukke eller investere en del penge til at etablere flere servicefaciliteter som bl.a. publikumstoiletter. I 1994 gav Arbejdsmarkedets Feriefond et tilskud, der gjorde det muligt at bygge en hel by med huse, turneringsbane og en helt ny indgangsbygning. Siden da er der kommet flere huse til, og man forsøger at tilføre mindst én større nyhed om året.
I 1994 købte den daværende Nykøbing Falster Kommune og Sydfalster Kommune i fællesskab Flatø, der ligger i Guldborgsund, på tvangsauktion for at videresælge den til Middelaldercentret, hvilket skete i 1996. Øen skulle omdannes til en middelalderbiotop og bruges til kursusvirksomhed og som destination for ture med centrets rekonstruerede skibe. Øen blev dog aldrig en integreret del af Middelaldercentret og blev derfor solgt igen i 2005.
I maj måned 1996 åbnede museets restaurant Den Gyldne Svane, der blev indrettet som gildesal for en borgherre. Restaurantens menu blev sammensat af arkæolog og madhistoriker Bi Skaarup, der også uddannede køkkenets personale. Åbningen foregik samtidig med indvielsen af de nye huse, turneringsbanen og den nye indgangsbygning, og blev overværet af Prins Joachim, den daværende borgmester for Nykøbing Falster Kommune, Poul-Henrik Pedersen samt formand for Arbejdsmarkedets Feriefond Aase Olesen, der alle spiste i restauranten.
I vinterhalvåret 1996/97 blev der udgravet og opbygget en havn på Middelaldercentret, der stod færdig til sæsonåbningen den 1. maj 1997. Havnen, der har adgang til Guldborg Sund, blev opbygget med flere huse og museets rekonstruerede skibe, og den var ligeledes et resultat af Feriefondens donation i 1994. I havnen blev der også opført et skibsværft, hvor flere at centrets rekonstruerede skibe er helt eller delvist fremstillet (se mere under Skibe). Blandt de nye håndværkshuse, der stod klar i 1997, var et hus til en fisker, som i dag benyttes til en rebslager og tre huse på det nye havneområde til hhv. en skrædder, en farver og lagerbygning. I 1997 afholdt det politiske parti Venstre deres sommermøde på Middelaldercentret i august måned, og Uffe Ellemann-Jensen affyrede i denne forbindelse den store blide. Samme år omhandlede Folkeskolens Afgangsprøve i matematik et besøg på Middelaldercentret, hvor eleverne bl.a. skulle udregne besparelse ved køb af familiebillet, areal af et middelalderhus og regne på stigning i antallet af besøgende.

### 2000–2009
I 2003 begyndte man at opføre et købmandshus, der stod færdigt i 2006. Huset er mere fornemt end det ombyggede købmandshus fra 1997. Huset, der er 6,5 x 11 meter, blev opført i samarbejde med danske og nordtyske arkæologer, og var det største rekonstruerede middelalderhus i Skandinavien.
I 2006 bistod Middelaldercentret med at bygge et toetagers bindingsværkshus, der lignede huset fra 2003 meget i konstruktion, til Salvestaden ved Kalmar, som var et lignende museum i Sverige, der blev skabt med Middelaldercentret som forbillede. Huset var en rekonstruktion af et hus, der havde ligget i Kalmar, og opførslen skete som en del af samarbejdsprojektet Ancient Times, der var et EU-projekt, hvori der indgik fem museer i Nordeuropa. Ved museets konkurs i 2011 købte Middelaldercentret huset for 70.000 SEK, hvilket er langt under prisen for at opføre et nyt hus. Prisen for at pille huset ned og transportere det til Danmark var omkring 105.000 DKK. Huset blev her opført i centrets middelalderby i 2012, hvor det er en del af torvet i byen og det bliver indrettet til herberg og salgsboder.
Den 5. maj 2007 rundede museet gæst nummer én million, og der blev rapporteret en kundetilfredshed på 97 %. Samme år blev der også udført en del renoveringer efter bl.a. belægningen på havneområdet var blevet ødelagt af en oversvømmelse i løbet af vinteren, og der blev opstillet en ny galge. I løbet af sæsonen besøgte USA's ambassadør James P. Cain museet som led i en omvisning i området. Her fik han lov at affyre bliderne, og omtalte museet som "en kulturel perle".
Arenaen til ridderturneringer, som oprindeligt stod færdig i 1996, blev udvidet og fik nye og større tribuner i løbet af 2008 og 2009. Udvidelserne stod færdige i maj måned 2009. Ved færdiggørelsen valgte man også at korrigere turneringen på baggrund af input fra eksperter på Wallace Collection i London, således at den blev mere autentisk og korrekt. Samme år opførte man også et mindre beboelseshus til smeden i middelalderbyen. Til huset benyttede man en del tømmer fra en bygning, der blev bygget i museets spæde start.
Skovstykket mod nord, som museet lejer af Det Classenske Fideicommis, blev i 2009 integreret i museet i form af en udstilling om tro og overtro i middelalderen. Mellem jul og nytår 2009 blev der påsat en brand på museets café-bygning. Bygningen, der indeholdt café og rekvisitloft, led store skader, selvom de fleste af rekvisitterne blev reddet. Ingen kom til skade under branden, ligesom ingen af de rekonstruerede middelalderhuse blev påvirket. I december året efter brændte et bryggers, der var under opførsel i middelalderbyen. Fundamentet var gravet i 2009 og bygningen, der næsten var færdig, udbrændte totalt. Pga. branden året inden, var man først bange for, at en pyroman stod bag, men undersøgelser viste, at det ikke var tilfældet. Skaderne beløb sig til omkring 500.000 kr, men ingen andre bygninger gik til. Bygningen blev genopført og stod færdig i 2011, og blev taget i brug året efter. En lokal tækkemand fra Idestrup på Falster stod for stråtækningen.

### 2010–2019
I 2010 afholdt museet første gang en international ridderfestival, hvor indbudte reenactmentgrupper fra Europa udførte ridderturneringer på stedet. Arrangementet foregik i starten af august, og involverede over 100 udenlandske reenacterer. Efter flere år med faldende besøgstal oplevede centret en fremgang på 9 % i forhold til året før. Næsten 59.000 besøgte museet i 2010, og museet havde overskud dette år.
I 2011 og 2012 oplevede museet endnu en gang en nedgang i antallet af besøgende og havde underskud begge år. På trods af dette var tilfredsheden blandt de besøgende henholdsvis 96 og 98 %. Dronning Margrethe og Prins Henrik besøgte museet den 5. juni 2012 i forbindelse med deres sommertogt på Kongeskibet Dannebrog, hvor de bl.a. spiste frokost i museets restaurant Den Gyldne Svane og overværede en ridderturnering.
Den 24. juni 2013 blev en teknologipark, der er en af de største nyheder på Middelaldercentret i mange år, indviet af børne- og undervisningsminister Christine Antorini. Teknologiparken ligger i det lejede skovstykke mod nord, og den viser en række rekonstruerede middelalderlige maskiner og opfindelser i fuld størrelse (se mere under Anden forskning). Det er første del af en større udvidelse, der skal gøre museet til en helårsattraktion.
Den 1. maj 2014 åbnede Middelaldercentret til den 25. sæson. Guldborgsund Kommunes borgmester afholdt i den forbindelse en tale, hvor han gennemgik noget af museets historie og udvikling. Til åbningen blev en splinterny krigsvogn også fremvist for første gang. Våbnet er rekonstrueret ud fra manuskripter fra middelalderen, og det er verdens første kampvogn (se mere under Krudt og kanoner). I august måned afholdt museet et stort event, der var blandt det største i stedets historie, hvor man havde inviteret en tysk gruppe, der med hjælp fra Royal Armories i Leeds, Wallace Collection i London og Fürstliche Hofreitschule i Bückeburg har genskabt en autentisk ridderturnering, hvor ridderne kæmper med sværd, køller og lanser med fuld kontakt. Den stort anlagte ridderturnering blev afholdt over tre dage i august under navnet "Turneringen om den Gyldne Lænke", og direktør Peter Vemming luftede ideen om at lade dem vende tilbage året efter.
Inden sæsonen 2015 havde Johannessen valgt at opsige sin stilling. Der blev ansat en nyuddannet arkæolog fra Aarhus Universitet i stillingen. I juni måned indviede man en kalkovn, der var blevet opført året før. Der blev lavet et forsøg, hvor man brændte kalk over flere døgn for at fremstille læsket kalk. Museet holdt åbent om aftenen så publikum kunne følge med i processen. Juleaften 2015 havde frivillige arrangeret en julefest på Middelaldercentret for ressourcesvage familier, som ikke selv havde råd til at holde jul. Knap 100 personer deltog, hvoraf mange var syriske familier, der var kommet til landet under flygtningekrisen samme efterår.
Den 27. maj 2016 var museet vært for Danmark Dejligst, der var en gratis koncertrække, der har været arrangeret forskellige steder i Danmark siden 2012. Blandt de faste optrædende ved disse arrangementer var den danske sanger og musiker Rasmus Nøhr, der også arrangerede koncerterne. Koncerten blev afholdt på området uden for museet overfor indgangsbygningen, og de andre optrædende ved arrangementet på Middelaldercentret talte Zididada, Bo Evers og Sømændene samt flere lokale navne. Mere end 10.000 personer kom til koncertarrangementet, og museet havde omkring 1.800 besøgende.
Ved et jubilæumsarrangement, der foregik over fire dage i juli 2016, i anledning af museets 25 år som selvejende institution, havde man inviteret omkring 200 reenactorer fra hele Europa. 500-800 gæster besøgte stedet hver af disse dage. I efterårsferien dette år havde en lokal løbeklub arrangeret et marathonløb, hvor ruten gik ind over Middelaldercentrets område. Initiativtageren var blevet inspireret af et løb i og omkring Mønsted Kalkgruber ved Viborg. I alt 32 løbere deltog, og de blev sat i gang med en salve fra museets kanon. Initiativtageren selv løb i en udlånt middelalderdragt.
I sæsonen 2017 blev der igen afholdt Danmark Dejligst koncert på arealet overfor indgangsbygningen. Blandt de optrædende var Birthe Kjær, Rasmus Nøhr og Wafande, samt flere lokale bands. Over 2.600 gæster gik i den forbindelse ind på selve museumsområdet.
Inden sæsonåbningen 2018 havde man været nødsaget til at fjerne den store kalkovn, som var blevet opført nogle år forinden. Under en brænding var en del af muren flækket, og vejret havde efterfølgende forværret skaderne så meget, at den var for dyr at reparere. En af tribunerne på museets turneringsarena var blevet overdækket, og det samme var en del af caféområdet. I weekenden inden åbning havde museet for første gang arrangeret en pilgrimsvandring, som gik fra Klosterkirken i Nykøbing Falster mod nord til Kippinge Kirke. Ruten var på 22 km, og flere deltagere foretog rejsen iført middelaldertøj og fodtøj.
I løbet af sæsonen arrangerede museet et stort håndværkerevent fra 28. juli til 3. august. En lang række historiske håndværkere fra reenactmentgruppen Company of Saynt Georg, som havde besøgt museet flere gange før, kom og fremviste forskellige middelalderhåndværk. For at matche gruppens normale tidsperiode ændrede Middelaldercentret også år til omkring 1460 i denne uge.
I marts 2019 offentliggjorde Middelaldercentret, at der i den kommende sæson ville åbne et stort nyt område i skoven, kaldet Griffenholm, bestående af flere huse indrettet som en fiktiv professors laboratorium, hvor han forsker i middelalderliger fabeldyr. Området er indrettet i victoriansk stil med elementer fra Harry Potter og Jules Vernes romaner, og det bliver derfor en særskilt del af museet, uden forbindelse til middelalderbyen. For at skabe den mest autentiske oplevelse, har man valgt at indrette det med antikviteter fra victoriatiden. Området skal bruges til læringsforløb for skoleklasser og såkaldt escape room, og det er planen at kunne holde denne del af museet åbent hele året. Projektet har været under udarbejdelse siden 2016, hvor de første ansøgninger var skrevet, og Nordea-fonden har støttet det med 6,1 mio. kr. Griffenholm åbnede i sommeren 2019.
I april 2019 ansatte museet en murer, der skulle fortsætte opførslen af kirke. Umiddelbart inden sæsonåbning i 2019 blev der arrangeret pilgrimsvandring ligesom året før. Denne gang gik ruten fra Krønge omkring Maribosøerne til klostret og domkirken i Maribo, og den var omkring 15 km. Flere deltagere var iført middelalderdragter.

### 2020-nu
Sæsonen i 2020 blev voldsomt påvirket af det verdensomspændende coronavirusudbrud. Selvom mange andre erhverv fik hjælpepakker tidligt i nedlukningen, så var det først i begyndelsen af maj, at regeringen fik etableret økonomisk hjælp til dækning af tabt indkomst fra marts måned og frem til de såkaldte videnspædagogiske aktivitetscentre, som Middelaldercentret er i blandt, der hidtil havde måtte klare sig selv.
Grundet forskellige restriktioner og nedlukninger kunne museet ikke åbne som normalt i maj. I første omgang havde man planlagt åbning den 8. juni, men måtte igen udskyde åbningen, grundet de enorme økonomiske omkostninger de ekstra restriktioner ville betyde, samtidig med et langt mindre besøgstal, end normalt. Alle udenlandske grupper var også blevet aflyst. Sæsonen startede således først den 1. juli, men med restriktioner som bl.a. at gæsterne ikke kunne komme ind i husene og der blev kun affyret blider for 50 personer ad gangen ved åbningen. Illusionen om træde ind i en middelalderby måtte også opgives, for at der kunne opsættes skilte og spritdispensere. Til gengæld kunne man tilbyde 50 % rabat på indgangen, som følge af den såkaldte "sommerpakke", der var vedtaget af regeringen som en økonomisk hjælp til turistattraktioner. Omkring halvvejs gennem juli rapporterede museet, at de havde fine besøgstal.
Sæsonen sluttede allerede den 17. august, hvilket var halvanden måned før normalt.
I skolernes efterårsferie holdt museet igen åbent med de samme restriktioner som i sommerperioden. Corona-restriktionerne resulterede i færre besøgende end tidligere år i efterårsferien.
I januar 2021 annoncerede Middelaldercentret, at de havde ansat en ny direktør, Roeland Paardekooper, til at erstatte den hidtidige direktør Vemming Hansen, der skulle på pension samme forår. Middelaldercentret åbnede som vanligt den 1. maj dette år, men havde fortsat en række restriktioner, og ridderturneringerne var aflyst indtil forsamlingsforbuddet blev hævet.
I løbet af maj måned brød museets lille blide sammen, hvorefter resten af sæsonen måtte gennemføres med én blide.
I december 2022 fratrådte Paardekooper som direktør, og næstformanden fra bestyrelsen, Poul Schreiner Hansen, blev indsat som midlertidig direktør. I januar 2024 annoncerede museet, at Andreas Bonde Hansen ville overtage som centerleder fra 1. februar samme år.

## Økonomi og organisation
Museet er en selvejende institution, der bliver finansieret ved egenindtjening og tilskud fra forskellige fonde, kommunen og staten. I 2013 bestod indtjeningen af 61 % egenindtjening og 39 % tilskud. Egenkapitalen udgjorde i 2013 4,5 mio. DKK og museet havde aktiver for 35,7 mio. DKK. Generelt har Middelaldercentret fået mindre tilskud end andre museer i området, men museet kan ikke klare sig uden kommunale tilskud.
Fra 1994 frem til 1997 øgede Middelaldercentret sin egenindtjening omkring 300 % som følge af et besøgstal, der blev mere end fordoblet i samme periode. I 2006 havde museet underskud, og på trods af en publikumsfremgang i forhold til året før kunne museet notere et underskud på 370.000 DKK (ca. 513.000 i 2024-DKK) i 2007, hvilket primært var forårsaget af manglende besøgende. I 2008 fik virksomheden endnu engang underskud som følge af et historisk lavt besøgstal, og måtte bede kommunen om ekstraordinær støtte til underskudsdækning, idet det faldt sammen med afvikling af langfristet bankgæld. De følgende to år gav overskud, hvorefter endnu to år med underskud fulgte. Endnu engang hovedsageligt på baggrund af faldende besøgstal. Underskuddene er blevet dækket af centrets egenkapital. Da det er en udendørs attraktion har vejret stor indvirkning på besøgstallet, og særligt regnfulde somre eller perioder med hedebølge påvirker besøgstallet negativt. Et fald på 10.000 besøgende blev i 2013 beregnet til at reducere indtægterne med ca. 900.000 kr. I 2012 blev der iværksat en spareplan, da en øget markedsføring ikke havde vendt udviklingen i antallet af besøgende, og der blev således effektueret besparelser for omkring 250.000 kr.
I januar 2014 søgte Middelaldercentret om en fordobling af driftstilskuddet fra Guldborgsund Kommune. Borgmesteren John Brædder meldte i maj, at museet ikke skulle regne med øget tilskud, før man havde set, at der kom flere besøgende. Samtidig var et øget driftstilskud, ifølge formanden Anders Høiris, nødvendigt for at opnå en udvidelse, der kunne tiltrække de ekstra gæster. I 2014 fik museet 1,5 mio. kr. i driftsstøtte.
I september samme år søgte Middelaldercentret om underskudsdækning på 800.000 fra Guldborgsund Kommune på grund af mindre entreindtægter end budgetteret på trods af fremgang i besøgstallet. Dette var kun anden gang i museets historie, at man måtte søge om dækning af underskud. I forbindelse med planlægningen af en stor anlagt udbygning, som involverer en fabeldyrsudstilling til omkring 36 mio. kr. har eksterne fonde meldt ud, at de lægger stor vægt på øget driftstilskud fra kommunen for at få projektet til at køre rundt, også efter etableringen af udstillingen. Derfor er støtten betinget af øget driftstilskud. Snart efter skrev lokalavisen, at museet var lukningstruet, hvis ikke de fik støtten, da man ville være nødt til at afskedige medarbejdere, der umuliggjorde opstart i den kommende sæson, men dagen efter viste dig sig, at det blot var ét blandt fire scenarier. Det blev også noteret, at det ville være spild af de mange kræfter der er blevet lagt i museet og det potentiale, som det har, hvis man lukkede stedet.
I en uvildig analyse fra 2014, som blev bestilt af Guldborgsund Kommune, blev det konkluderet at man havde et godt produkt og den store faglige indsigt samt personalet blev rost. Til gengæld var museet for dårlig til at drive kommerciel forretning med baggrund i manglende salgs- og markedsføringsstrategi.
| År   | Omsætning (kr.) | Årets resultat (kr.) |
| ---- | --------------- | -------------------- |
| 2006 | -               | -356.096             |
| 2007 | -               | -370.540             |
| 2008 | -               | -80.000              |
| 2009 | 11.487.558      | 609.569              |
| 2010 | 10.973.210      | 26.428               |
| 2011 | 10.567.306      | -363.272             |
| 2012 | 8.835.614       | -703.899             |
| 2013 | 9.025.130       | 148.562              |
| 2014 |                 |                      |
| 2015 |                 |                      |
| 2016 |                 |                      |
| 2017 |                 |                      |
| 2018 |                 |                      |
| 2019 |                 |                      |
| 2020 | 25.000          | 7.312.000            |
| 2021 | 10.375.000      | 705.757              |
| 2022 | 11.041.000      | -1.642.000           |
| 2023 | 11.012.000      | 1.376.000            |
| 1.   |                 |                      |

Museet har modtaget en lang række donationer til forskellige projekter i form af udvidelser, forskning og samarbejde med andre museer. Særligt har Arbejdsmarkedets Feriefond bidraget med penge til at udvikle Middelaldercentret.
| År   | Donation/bevilling                    | Giver                                        | Til projekt                                                          |
| ---- | ------------------------------------- | -------------------------------------------- | -------------------------------------------------------------------- |
| 1994 | 38.000.000 DKK (67,7 mio. i 2024-DKK) | Arbejdsmarkedets Feriefond                   |                                                                      |
| 1996 | 2.620.000 DKK (4,8 mio. i 2024-DKK)   | Arbejdsmarkedets Feriefond                   | Overtagelse af Flatø                                                 |
| 1999 | 23.000.000 DKK (36,9 mio. i 2024-DKK) | Arbejdsmarkedets Feriefond og Storstrøms Amt | Udvikling af centret                                                 |
| 2002 | 4.000.000 DKK (5,46 mio. i 2024-DKK)  | Rekonstrueret købmandshus opført 2003-2006   | Arbejdsmarkedets Feriefond                                           |
| 2008 | >2.000.000 DKK (2,6 mio. i 2024-DKK)  | Arbejdsmarkedets Feriefond                   |                                                                      |
| 2011 | 146.000 DKK                           | Guldborgsund Kommune                         | Udviklingsplan for de næste 20 år.                                   |
| 2011 | 300.000 DKK                           | Vækstforum Sjælland                          | Udviklingsplan for de næste 20 år                                    |
| 2012 | 250.000 DKK                           | Nykredits Fond                               | Opførsel af en middelalderkirke (se mere under Bygninger)            |
| 2012 | 150.000 kr.                           | Arbejdernes Byggeforening                    | Opførsel af en middelalderkirke (se mere under Bygninger)            |
| 2012 | <5.000.000 DKK                        | Arbejdsmarkedets Feriefond                   | Opførsel af teknologiparken                                          |
| 2013 | 50.000 kr.                            | Østdansk Turisme                             | Fortsat udviklingsarbejde                                            |
| 2014 | 100.000 DKK                           | Guldborgsund Kommune                         | Afholdelse af et ridderarrangement                                   |
| 2016 | 500.000 DKK                           | Augustinusfonden                             | Forprojekt til rekonstruktion af Ellingåskibet                       |
| 2017 | 6.100.000 DKK                         | Nordea-fonden                                | Opførsel af Griffenholm                                              |
| 2021 | 500.000 DKK                           | Augustinusfonden                             | Indhold i Livshistoriehuset i forbindelse med Griffenholm            |
| 2022 | 400.000 DKK                           | Friluftsrådet                                | Formidlingsforløb målrettet børnehaver, skoler og ungdomsuddannelser |

Derudover har museet gennem tiden bl.a. modtaget støtte fra Dronning Margrethe og Prins Henriks Fond, Friluftsrådet og den tidligere Turistregion Syd.
Middelaldercentret har også modtaget midler fra EU til forskellige samarbejdsprojekter med andre museer i Europa samt fra Undervisningsministeriet og Feriefonden til undervisning og formidling.
I 2017 blev Middelaldercentrets første lån fra Arbejdsmarkedets Feriefond krævet tilbage sammen med lån givet til over 30 andre museer, som følge af et stort forlig i Folketinget fra 2014, der overførte 280 millioner kroner af fondens formue til staten. Dette skete på trods af at lånene på skrift blev givet som 25-årige rente- og afdragsfrie lån med mulighed for forlængelse, og ifølge direktør på Limfjordsmuseet, der også havde modtaget lån fra fonden, var blevet givet med "gentlemanaftale om, at hvis man fuldførte projekterne og holdt dem kørende i 25 år, ville lånet enten blive eftergivet eller forlænget med yderligere 25 år." og Tommy Bøgehøj, der var formand for Fregatten Jylland, udtalte at "Reelt var der dog tale om evighedslån".
Den daværende direktør for Middelaldercentret, Peter Vemming, udtalte at "Nu har vi pludselig fået en mail om, at fonden vil have pengene tilbage. Det første lån udløber allerede om tre år, men vi har ikke en jordisk chance for at rejse pengene."
I første omgang blev tilbagebetaling af lånene sat i bero fra 1. januar 2018, mens der blev forhandlet med EU pga. regler om statsstøtte. Herefter blev fristen for de første lån, der var givet til seks museer og oplevelsescentre (heriblandt Middelaldercentret), udskudt fra 1. juli 2019 til 1. januar 2020. Den 16. december 2019 udmeldte Beskæftigelsesministeriet, at fristen for at tilbagebetale lånene igen var blevet udskudt, og den nye betalingsfrist blev sat til 1. april 2020. Den 20. januar 2020 annoncerede Beskæftigelsesministeriet, at der var fundet en løsning på afvikling af lånene, hvor de berørte låntagere fik eftergivet mellem 80% og 100% af lånene, og Middelaldercentret endte med at få eftergivet 90 % af sit lån, svarende til stedet skulle afbetale 2,71 mio. kr.
Det er rapporteret, at Middelaldercentret og de turister stedet tiltrækker, skaber arbejdspladser og øget omsætning i Nykøbing Falster, og museet er en meget vigtig del af landsdelens turisterhverv. I en rapport fra VisitDenmark er det blevet anslået, at det offentlige har fået omkring 60 % af Middelaldercentrets omsætning tilbage i form af skatter og afgifter.

### Ledelse
Arkæolog Peter Vemming Hansen var direktør for Middelaldercentret fra grundlæggelsen i 1992, og han var med til at bygge den første blide i 1989 som ansat for Falsters Minder (nu en del af Museum Lolland-Falster). Han gik på pension i foråret 2021. Rollen som direktør blev overtaget af Roeland Paardekooper, der er uddannet arkæolog fra Universiteit Leiden og med en ph.d. fra University of Exeter. Desuden har han grundlagt det internationale samarbejde Exarc, som Middelaldercentret også er en del af. Paardekooper fratrådte som direktør allerede i december 2022, hvor han blev erstattet af næstformanden fra bestyrelsen, Poul Schreiner Hansen, der blev indsat som midlertidig direktør. I efteråret 2023 forlød det at Paardekooper var blevet afskediget. Schreiner Hansen blev efterfulgt af Andreas Bonde Hansen i 2024.
Historikeren Kåre Johannessen blev ansat som museumsinspektør på museet i 1994, og han bestred stillingen indtil 1999, hvor han blev ansat som leder af Museet på Trelleborg. Han blev efterfulgt af Leif Plith Lauritsen, der havde stillingen frem til 2004, hvor han sagde op.
Johannessen blev herefter genansat som museumsinspektør, og han havde denne stilling i ti år indtil han i begyndelsen af 2015 valgte at sige op for at blive selvstændig historiker. Han har dog fortsat forbindelse til museet som løst tilknyttet. Herefter blev der ansat en nyuddannet arkæolog fra Aarhus Universitet som museumsinspektør. Han var uddannet i middelalder- og renæssancearkæologi og havde bl.a. dyrket liverollespil og HEMA og været frivillig i nogle år på museet. Han var dog ikke ansat ved årets udgang. Per 1. januar 2016 ansatte man i stedet Thit Birk Petersen, der havde været frivillig på museet siden 1997. Petersen er uddannet mag.art. i forhistorisk arkæologi fra Københavns Universitet. Inden hun blev ansat på Middelaldercentret arbejdede hun for Museum Lolland-Falster, hvor hun deltog i udgravningerne i forbindelse med Femern Bælt-forbindelsen.
Bestyrelsen består af i alt otte medlemmer, og er sammensat af personer indstillet af Guldborgsund Kommune, Nationalmuseet, Det Classenske Fideicommis samt medlemmer som bestyrelsen selv udpeger.
Siden 2016 har formanden for Middelaldercentret været Michael Bang, der er direktør for uddannelsesinstitutionen CELF i Nykøbing Falster. Den første formand for museet hed Otto Sørensen. Fra 2002 til 2007 var MF Lene Jensen formand. Herefter overtog den senere borgmester i Guldborgsund Kommune John Brædder, der havde rollen frem til 2010 I 2010 overtog erhvervsmanden Anders Høiris formandsposten.
Tidligere bestyrelsesmedlemmer har inklderet Morten Meldgaard, direktør for Statens Naturhistoriske Museum, historiker og museumsinspektør Poul Grinder-Hansen fra Nationalmuseet og viceborgmesteren fra Lolland Kommune Henrik Høegh.

### Ansatte
Middelaldercentret har et antal fastansatte personer, der er iført tidens dragter og udfører forskellige håndværk i husene.
I 2004 var der 10 fastansatte formidlere samt teknisk personale.
En stor gruppe frivillige deltager ligeledes i formidlingen på lige fod med de fastansatte. De er ligeledes iført autentisk tøj og er særligt talstærke i ferierne. De tilknyttede frivillige har stor diversitet og indbefatter familier, par, singler, og større grupper af venner, samt studerende og pensionister. Størstedelen kommer fra Danmark, men der kommer også frivillige fra England, Finland, Holland, Italien, Portugal og Tyskland.
Siden begyndelsen har Middelaldercentret også fungeret som beskæftigelsesprojekt for kommunens ledige. I 1998 arbejdede mere end 30 mennesker på museet som en del af et beskæftigelsesprojekt i en eller anden form. Dette blev i de første år kombineret med uddannelse på produktionshøjskolen Hjortesbjerg. I 2010 blev aktiveringsprojektet nedlagt af byrådet med virkning fra 2011 efter at have kørt i 16 år. Projektet fortsatte dog alligevel i 2012, hvor omkring 150 personer var igennem systemet. Hvert år er et større antal personer beskæftiget centret som led i jobtræning eller beskæftigelsesprojekter. Dette indbefatter både virksomhedspraktik og personer i løntilskud eller på kontanthjælp.
I flere år har Middelaldercentret haft to unge over 18 år fra et europæisk land, som har været på museet henover sommeren. De to personer deltager i et projekt kaldet European Voluntary Service, der giver unge mennesker fra EU mulighed for at komme til et andet land som frivillig. Personerne deltager på lige fod med museets ansatte og frivillige i det daglige arbejde, og de er iført de historiske dragter ligesom de øvrige aktører. Udvekslingen sker i samarbejde med AFS Intercultural Programs i Guldborgsund Kommune.

## Markedsføring og popularitet
Middelaldercentret bliver især markedsført i lokalområdet, Region Sjælland og Nordtyskland. Museet har samarbejde med lokale overnatningssteder, turistkontorer og Østdansk Turisme. I lokalområdet findes flere store sommerhusområder bl.a. ved Marielyst, Stubbekøbing og Rødby, hvor museet også bliver markedsført.
Middelaldercentret har et medlem i repræsentantskabet erhvervsorganisationen Business LF, der markedsfører Lolland og Falsters turisme og erhverv. Organisationen driver desuden Embassy of Lolland-Falster, der er en ambassade i Rosengården i København, der står for markedsføringen af området i hovedstaden. Her har Middelaldercentret også haft ansatte iført historiske dragter til at markedsføre museet til Københavns Kulturnat og i vinterferien. Centret deltager i feriemesser i Danmark og Tyskland og man har medvirket i Turismens Dag, der er en landsdækkende markedsføring af turistattraktioner, hvor entreprisen bliver reduceret for at tiltrække flere besøgende. I marts 2015 deltog Middelaldercentret i Historiske Dage, som var et nyt historiekulturevent i Øksnehallen i København, der blev afholdt for første gang dette år. Museet lavede en opvisning med fægteteknikker og en gennemgang af bøddelteknikker. Sidstnævnte blev evalueret til det 5.-bedste ud af messens 90 shows, og museets stand, der blev delt med Museum Lolland-Falster, blev af publikum stemt ind som den 4.-bedste. Museet deltog også i arrangementet i 2016, hvor deres stand blev evalueret til den næstbedste på messen. Begge dage optrådte de med et historisk modeshow og opførte et teaterstykke om Sankt Jørgen og dragen.
Middelaldercentret samarbejder ofte med andre turistattraktioner i området om markedsføring.
Af forskellige markedsføringsprojekter, som museet har medvirket i, kan nævnes et særligt turistkort, som blev til i samarbejde med de øvrige turistattraktioner i området. Kortet gav ens rabat på indgangen blandt de medvirkende steder. Sammen med flere andre turistattraktioner i området har der været arrangeret rabatordninger sammen med Scandlines ved køb af færgebillet. Der er blevet arrangeret busser, der transporterede turister direkte fra Rostock til Middelaldercentret, hvilket resulterede i udsolgte ture. Man har også haft gratis entrebilletter i lokalavisen Lolland-Falsters Folketidende, og særlige aktivitetsdage for folk med abonnement på avisen, der har over 55.000 læsere i lokalområdet. Roskilde Festival har også haft indslag om museet på deres interne TV.
Der gives fast rabat til pensionister og studerende, samt via forskellige foreninger og virksomheder; når der lejes sommerhus via Sol og Strand, til Politikens kunder via Politiken Plus og medlemmer af FDM.
Der kan også købes adgang til museet igennem oplevelspakken Smartbox. Nytilflyttede borgere i Guldborgsund Kommune har kunnet få et såkaldt "Guldpas", som giver adgang til fire attraktioner i kommunen, hvor af Middelaldercentret var én af dem. Museet har ligeledes været en del af et velkomstmøde, hvor nye borgere fik en rundtur i Nykøbing Falster og omegn. Flere lokale virksomheder og institutioner bruger Middelaldercentret til teambuildingaktiviteter.
Museet har ikke haft et stort markedsføringsbudget og har derfor ikke haft råd til tv-reklamer i primetime. Mange hører om Middelaldercentret via mund til mund. Museets hjemmeside har almindelig praktisk information om centret samt nyheder og fremtidsplaner mv. Desuden findes forskellige blogs, der fortæller om forskningsprojekter og nye tiltag. Middelaldercentret har også en YouTubekanal med film om forskellige forskningsprojekter som støbning og smedning, samt informationer om den kommende sæson. Ligesom mange andre museer benytter centret det sociale medie Facebook til at reklamere for kommende events og informere om det løbende arbejde og aktiviteter.
I april måned 2011 blev der opsat skilte ved motorvejsafkørslen, der viste mod Middealdercentret. Dette skete som led i opsætning af en række skilte, der viser til seværdigheder langs Sydmotorvejen og på Fyn. Projektet blev startet af Østdansk Turisme og det skal styrke den lokale turisme. Erfaringer fra England og Tyskland viser en positiv effekt af sådan skiltning.
Middelaldercentrets udviklingsplan, der skal gøre museet til en helårsattraktion, er bl.a. lavet med tyske turister for øje, idet Femern Bælt-forbindelsen vil lette adgangen til Lolland-Falster, når den står færdig.
I slutningen af 2013 blev der ansat en egentlig markedsføringsmedarbejder på museet, som bl.a. udviklede en ny visuel profil til Middelaldercentret. Året efter var besøgstallet de første måneder væsentligt højere end samme periode i 2013, hvilket, ifølge markedsføringsmedarbejderens udsagn, var et resultat af øget markedsføring.
I forbindelse med den stort anlagte turnering i sommeren 2014, etablerede museet et samarbejde med Nykøbing Falster Festuge og Nysted Middelaldermarked, der forløber nogenlunde samtidig, om markedsføring af de tre arrangementer samt rabat ved besøg af flere arrangementer. Middelaldercentret er også sponsor på festugen.
I foråret 2022 opdaterede Middelaldercentret sit image med nyt logo og ny hjemmesiden.
Siden 2021 har Guldborgsund Kommune haft kulturtilbud kaldet Kulturpas til børn og unge, der gav gratis adgang i udvalgte perioder til forskellige kulturinstitutioner. Middelaldercentret har været en del af dette i maj måned i 2022 og 2024. Fra oktober 2021 til maj 2022 blev kultur passet brugt sammenlagt 10.000 gange i kommunen.

### Besøgstal
Sæsonen går fra maj til september, hvor museet har åbent i dagtimerne. Til særlige arrangementer er der også åbent om aftenen. I ydersæsonen er der lukket om mandagen, og i højsæsonen, som ligger i sommerferien, er åbningstiden lidt længere end ellers, og derudover er der åbent i skolernes efterårsferie. Der er ikke basis for at holde åbent i vinterhalvåret. De første år voksede besøgstallet støt, og toppede omkring år 1999. Herefter er det gået tilbage og har flere år ligget mellem 45.000 og 55.000, men museet fungerer bedst med omkring 70.000 besøgende om året. Mellem 40 og 50 % af de besøgende har besøgt museet før.
Det oprindelige projekt tiltrak et stort antal besøgende og dannede grobund for etableringen af et egentligt museum. Besøgstallet steg hurtigt og i 1994 havde museet omkring 40.000 besøgende.
Besøgstallet steg til omkring 100.000 de kommende år i takt med at museet blev udvidet og en generel øget interesse for middelalder i Danmark. Det kulminerede i 1999, der var erklæret for nationalt middelalderår, hvor der blev arrangeret et stort antal events med relation til middelalderen over hele landet. Kåre Johannessen havde været en del af koordineringsgruppen af middelalderåret, og opmærksomheden øgede interessen for middelalder betydeligt, hvilket gav Middelaldercentret det højeste antal besøgende nogensinde på omkring 110.000. Interessen var langt større end tidligere forsøg på at markedsføre bestemte tidsperioder. Indtil da havde særligt vikingetiden været populær inden for museums- og reenactmentverdenen, og Middelaldercentret var de første, der for alvor dyrkede middelalderen.
I 2002 havde Middelaldercentret omkring 90.000 besøgende om året, men besøgstallet er langsomt gået tilbage siden. I 2006 besluttede man at holde lukket om mandagen i ydersæsonen på grund af for få besøgende, hvilket planmæssigt gav knap 3.000 færre gæster. Middelaldercentret selv tilskriver en del af tilbagegangen med, at museet ikke længere har afholdt middelaldermarkeder og lignende større arrangementer, fordi investeringerne ikke stod lig med udbyttet i disse events. Man har også konstateret, at det især er de normale dagligdags aktiviteter, der trækker publikum til, og i mindre grad særarrangementer som sankthans og julemarked. Antallet af middelaldermarkeder rundt om i landet er vokset betydeligt siden museets åbning, hvilket også har øget konkurrencen.
I 2007 rundede museet gæst nummer en million.
På trods af faldende besøgstal på museer og færre turister generelt forårsaget af finanskrisen, så har Middelaldercentret ikke registreret lige så stor tilbagegang i turister som andre attraktioner i området, og halvvejs gennem sæsonen 2008 havde man haft flere besøgende end de to foregående år. Det samlede antal besøgende endte dog på 50.000, hvilket var historisk lavt.
I 2013 svigtede især antallet af tyske turister, som normalt er en stor kundebase.
Ved museets 25 års jubilæum som turistattraktion i 2014 havde knap 1,5 millioner gæster besøgt Middelaldercentret.
I maj måned 2014 kom der 33 % flere besøgende end tidligere år, til gengæld kom der dog omkring 4.000 gæster færre end budgetteret igennem i juni måned, hvilket resulterede i at besøgtallet for sæsonen i juli måned sammenlagt var omkring 17 % højere end tidligere år. Frem til september måned 2014 havde museet haft omkring 2.500 flere besøgende end året før. Generelt oplevede hele Lolland-Falster et øget antal turister i forsommeren 2014. I juli måned i sæsonen 2016 blev man ramt af ustabilt vejr og derved et dalende antal turister i forhold til andre år på samme tid. På trods af dette var man alligevel godt tilfreds med antallet af gæster halvvejs gennem sæsonen. I august måned samme år rapporterede Business LF, at der var stor fremgang i turisme på Lolland-Falster i de første fem måneder af sæsonen.
I sæsonen 2020 havde museet markant færre besøgende end tidligere år, grundet den verdensomspændende coronaviruspandemi, hvilket resulterede i at langt de fleste turistattraktioner fik langt færre besøgende end normalt.
| År                | Besøgende     |
| ----------------- | ------------- |
| 1989              | 15.000-30.000 |
| 1991              | 20.000        |
| 1992              | 27.000        |
| 1993              | 34.000        |
| 1994              | 40.000        |
| 1995              | 70.000        |
| 1996              | 90.000        |
| 1997              | 97.000        |
| 1998              | 104.000       |
| 1999              | 110.000       |
| 2000              | 90.000        |
| 2001              | 75.733        |
| 2002              | 70.285        |
| 2003              | 76.860        |
| 2004              | 71.407        |
| 2005              | 65.362        |
| 2006              | 52.098        |
| 2007              | 54.273        |
| 2008              | 50.500        |
| 2009              | 48.435        |
| 2010              | 52.926        |
| 2011              | 55.400        |
| 2012              | 45.313        |
| 2013              | 42.570        |
| 2014              | 43.851-44.812 |
| 2015              | 39.779-40.461 |
| 2016              | 40.559-44.903 |
| 2017              | 39.009        |
| 2018              | 34.836        |
| 2019              | 36.055        |
| 2020              | 19.112-19.612 |
| 2021              | 33.488        |
| 2022              | 41.270        |
| 2023              | 37.768        |
| 1. 2. 3. 4. 5. 6. |               |

### Museumssamarbejde
Middelaldercentret har haft en lang række samarbejder med andre museer i både Danmark, Norden og resten af Europa.
Siden 2003 har Middelaldercentret været medlem af Exarc, der er en europæisk sammenslutning af frilandsmuseer. Direktøren Peter Vemming Hansen har siddet i bestyrelsen i flere år. Fra marts 2003 år medvirkede museet i EU-projektet Ancient Times, der var et samarbejde mellem det nu nedlagte museum Salvestaden ved Kalmar i Sverige, Lofotr Vikingmuseum på Lofoten i Norge, Slawendorf Passentin i Tyskland og Cesis i Letland. Projektet skulle skabe et samlet koncept for historie, forskning, underholdning og turisme. Projektet er nu nedlagt, da det var Salvestaden og Kalmar kommun, der var hovedkræfterne bag. Det største fysiske vidnesbyrd på samarbejdet var et købmandshus, som Middelaldercentret byggede i Salvestaden.
I 2005 deltog Middelaldercentret i Historiens Dag, der er et landsdækkende initiativ, der skal øge kendskab og forståelse af den danske kulturarv. Det var første gang arrangementet blev afholdt dette år, og omkring 600 seværdigheder med forbindelse til historie og kultur deltog. Ca. 45.000 besøgte arrangementet over hele landet. I perioden 2005-2007 og igen 2008-2011 havde museet et samarbejdet med Oldenburger Wallmuseum i Oldenburg in Holstein, kaldet Baltic Bridge. Wallmuseum beskæftiger sig med slavere, og samarbejdet skulle lade museerne udveksle erfaringer og forbedre formidlingen begge steder. Museerne har haft ansatte på udveksling hos hinanden flere gange, og Middelaldercentret har opført ridderturneringer på museet i Tyskland. I 2014 blev der annonceret planer om et gastronomisk samarbejde med Wallmuseum.
Museet har samarbejdet med Minjasafnið á Akureyri (Akureyri Museum) i byen Akureyri på Island i flere omgange. Middelaldercentret har deltaget i middelaldermarkeder arrangeret af Akureyri Museum i flere år, som har været finansieret af Nordisk Kulturfond, og museet bidrog til svovludvinding på Island til et forskningsprojekt om krudt i forbindelse med forskningsekspeditionen Galathea 3 (se mere under Krudt og kanoner). I 2007 besøgte ansatte fra museet på Island Middelaldercentret som frivillige i juli måned.
Fra 2009 og tre år frem har museet haft et samarbejde med en bådebyggerskole i Lübeck i et EU-projekt kaldet Regionet, der går ud på at bevare og dele viden om historiske håndværk vedrørende bådbyggeri. Bådebyggerne fra Tyskland kom til Middelaldercentret for at sejle med museets rekonstruerede skibe samt at vedligeholde dem.
Middelaldercentret har samarbejdet med Fotevikens Museum i Skåne siden 2010 i et projekt kaldet Amaprof, der er en sammentrækning af Amatør og professionel. Begge museer benytter sig af frivillige i deres formidling, og projektet, der bl.a. består i udveksling af frivillige mellem museerne, skal øge samarbejdet og uddannelsen af de frivillige.
Sammen med bl.a. Vikingeskibsmuseet i Roskilde, Sagnlandet Lejre og en lang række lokale museer og historiske markeder alle fra regionen Midt- og Vestsjælland deltog Middelaldercentret i projektet Da Danmark Blev Til. Projektet forløb i perioden 2011 til 2014 og satte fokus på vikingetid og middelalder i Danmark og skabelsen af Kongeriget Danmark. Som en del af projektet deltog centret i Togtet i juli 2013, der var en 12-dages sejlads fra Roskilde til Korsør med den største flåde af rekonstruerede vikinge- og middelalderskibe, der er set i Danmark. Flåden bestod af Havhingsten fra Vikingeskibsmuseet, Aslak fra Maritimt Forsøgscenter i Lyndby og Agnete fra Middelaldercentret, og undervejs lagde skibene til på Orø, i Rørvig og Kalundborg.
I 2021 indledte museet et samarbejde med Geschichtserlebnisraum Lübeck kaldet Roter Hahn i Lübeck, Tyskland, hvor de delte viden og erfaringer, hvor medarbejdere og frivillige fra begge museer besøgte hinanden. Frivillige fra Middelaldercentrets malerlaug hjalp med at dekorere væggene i et kloster, der var under opførelse.

### Anerkendelse og priser
Middelaldercentret er en af landsdelens største kulturtilbud, og det er områdets største og mest populære turistattraktion. Det er også listet som kommunens bedste museum flere gange, og det er Nykøbing Falsters ubetinget største attraktion.
Middelaldercentret er anerkendt både nationalt og internationalt for museets høje faglige niveau og nyskabende formidling (se mere under Formidlingskoncept). På grund af museets store fokus på historisk korrekthed, unikke middelaldermiljø og autenticitet, hvor folk lever som i middelalderen, er Middelaldercentret anerkendt som et af de mest autentiske steder i Europa inden for middelalder, og museet har således også haft besøg af nogle af de bedste og mest autentiske grupper fra Europa. Museet er også kendt for eksperimentelarkæologisk forskning af høj kvalitet, og det er et de få steder i verden, hvor man kan udføre realistiske og autentiske eksperimenter til denne periode.
Turistorganisationen Danske Turist Attraktioner tildelte flere gange Middelaldercentret fire ud af fem mulige stjerner, hvilket betød at museet blev anset for at være "en helstøbt attraktion af meget høj værdi på nationalt niveau." Organisationen bedømte attraktioner hvert andet år, og gav allerede ved deres første besøg i 2005 fire stjerner til oplevelsescentret, hvilket blev gentaget i 2007. I 2009 modtog museet igen fire stjerner, men var med 92/100 muligpoint kun tre point fra fem stjerner, som kun en håndfuld attraktioner i landet modtog, inden organisationen blev opløst med udgangen af 2011.
Ved et besøg i 2013 roste værten af rejseprogrammet Anne-Vibeke Rejser følelsen af en tidsrejse og manglen på skilte, der i stedet kræver at publikum interagerer med aktørerne.
På rejsehjemmesiden TripAdvisor, hvor brugere kan anmelder hoteller, restauranter og turistattraktioner, har museet 92 % positive tilkendegivelser (marts 2025), og anmelderne hæfter sig især ved oplevelsen af at være tilbage i tiden, aktørernes engagement, muligheden for at deltage i aktiviteter som publikum, muligheden for at blive klogere på perioden samt restauranten Den Gyldne Svane. Brugere af Google+ har i gennemsnit givet attraktionen 4,5 ud af 5 mulige stjerner. Brugere har givet museet 4,7 ud af 5 mulige stjerner på museets officielle Facebookgruppe.
Middelaldercentret er blevet anbefalet til familier med børn af flere aviser, hjemmesider og magasiner.
Hjemmesiden Highways.dk, der er en guide til kør-selv ferier, besøgte museet i juli 2014 og roste historieformidlingen, og man konkluderede, at et besøg snildt kunne vare det meste af en dag og være underholdende for både børn og voksne.
Vores børn listede det som en af "7 danske ferie-perler" og skrev, at man kunne bruge en hel dag på stedet selv med små børn. På hjemmesiderne Sjov for Børn og Børn i Byen har brugerne gennemsnitligt tildelt 4,5 ud af fem mulige stjerner, og i anmeldelserne bliver autenticitet og levendegørelsen fremhævet. Hjemmesiden Spiseliv.dk listede restauranten ’’Den Gyldne Svane’’ i en gastronomisk gennemgang af besøgsværdige restauranter til Sydsjælland og Lolland-Falster.
Flere bloggere, der skriver om ferier og rejsemål, har besøgt og beskrevet museet, og de har særligt rost autenticiteten, de mange aktører og deres formidling samt muligheden for at publikum kan blive involveret i aktiviteterne.
Allerede i 1991 modtog projektet med bliderne lokalavisens initiativpris. som gives som "belønning for ekstraordinære indsatser og ekstraordinære initiativer, som kan være til gavn for landsdelen Lolland-Falster". I 1996 fik indgangsbygningen, der netop var blevet opført, en arkitekturpris som blev tildelt af Nykøbing Falster Kommune. Prisen blev givet til gode og smukke huse i Nykøbing Falster, og komitéen hæftede sig ved at byggestilen både var moderne, men samtidig gav associationer til middelalderens byggeskik. Yderligere kommenterede man, at museet med "... denne smukke bygning har fået en markant indgangsbygning som er med til at styrke centrets udvikling og position som byens største turistattraktion...".
I 2009 blev museet nomineret til Østdansk Turismes innovationspris for centrets innovative formidling og læringsindhold. Prisen blev uddelt første gang dette år, og den bliver givet til turistattraktioner, der er nytænkende og gode til at tiltrække turister. I alt fem attraktioner blev nomineret til prisen, som gik til Kragerup Gods.
I slutningen af 2016 annoncerede Guldborgsund Kommune, at man ville lave den såkaldt "Guldkanon", med inspiration fra Kulturministeriets Kulturkanon fra 2004, der skulle indeholde de vigtigste steder i kommunen. Der kom over 800 forslag, hvoraf Middelaldercentret var én af de 350 som blev udvalgt til afstemning. De blev bragt til afstemning i foråret 2017, hvor over 1100 personer stemte. I april blev i alt 37 kanoniserede emner offentliggjort, hvoraf Middelaldercentret var iblandt dem.
I december 2023 blev Middelaldercentret stemt ind på andenpladsen over Danmarks bedste museer, efter Oplevelsescenter Nyvang, i en afstemning på Opdagdanmark.dk.
Middelaldercentret har haft en meget høj kundetilfredshed på over 95 % i flere år i træk.

## Formidlingskoncept
Middelaldercentret arbejder med historisk levendegørelse og formidler dansk købstadskultur i perioden omkring år 1400; mere nøjagtigt følger centret den aktuelle kalender, men 610 år forskudt – i 2014 skildres således året 1404, i 2015 formidles 1405 og så fremdeles. Dette er bl.a. valgt for at undgå anakronismer, hvor personer bærer klædedragter og genstande fra eksempelvis 1000-tallet og 1400-tallet på samme tid. Samtidig giver det mulighed for at vise udviklingen i middelalderen, da særligt dragtmode udviklede sig betydeligt på 10-15 år.
Centrets arbejde er baseret på meget grundige forstudier og selvstændige forskningsforløb, der sigter mod at være så autentisk som muligt, da autenticiteten er altafgørende for at give et overbevisende billede af en historisk periode og give indtryk af en tidsrejse. Møbler, genstande og anden indretning i husene er rekonstrueret på baggrund af fund og billedmaterialer fra middelalderen.
Formålet med arbejdet er dels formidling, men i høj grad også forskning, især i form af såkaldt eksperimentel arkæologi, hvor fortidens redskaber og teknologi rekonstrueres på grundlag af bevarede kilder og genstande i udstillinger over hele verden, hvorefter genstandene afprøves i praksis. Derved høstes nyttig og ofte overraskende praktisk viden og forståelse af perioden, der tilsammen bidrager til en øget forståelse af fortiden. Desuden arbejder museet meget med såkaldt edutainment, der er sammensat af de engelske ord education og entertainment (uddannelse og underholdning), der uddanner publikum, mens de bliver underholdt.
Middelaldercentret har en gruppe fastansatte formidlere, men museet har også tilknyttet venneforeningen Guldborgsund Gildet, hvorfra frivillige deltager i formidlingen i museets åbningstid. Både personale og frivillige er iført tidens dragter og lever i åbningstiden ganske som for 610 år siden for at give publikum et indtryk af at være i middelalderen. Således er der ingen skilte, der forklarer om de forskellige bygninger og håndværk. Besøgende opfordrers derimod til at snakke med aktørerne, der "lever i middelalderen". Der lægges et stort arbejde i at uddanne de ansatte og frivillige, så de er fagligt rustet til at påtage sig rollen som middelaldermenneske. Der bæres ikke briller eller piercinger, og "indbyggerne" anvender heller ikke mobiltelefoner, fjernsyn eller andre moderne ting, der ikke indgår i formidlingskonceptet. Besøgende må normalt ikke komme udklædt i middelaldertøj, for ikke at blive forvekslet med museets folk. Aktørerne har hver en rolle som de spiller, og de træder ikke ud af denne medmindre, det er absolut nødvendigt. Dragterne er stort set syet i hånden og de tilhørende genstande som bælter, knive og sko er ligeledes fremstillet i hånden ofte efter fund eller illustrationer. Dette gør, at Middelaldercentret har ry for at have den højeste standard af autenticitet i Europa, og at stedet er blandt de førende inden for deres felt.
Der foreligger ingen fast plan for centrets "endelige form". Middelaldercentret udvikles løbende, hvilket sikrer, at dét billede af middelalderen, der præsenteres, altid er det mest muligt korrekte i henhold til de nyeste forskningsresultater. Således er flere af husene blevet ombygget eller har ændret funktion i takt med, at ny viden er kommet til.

## Attraktioner og arrangementer
Middelaldercentret holder åbent i dagtimerne i sommerhalvåret fra maj til og med september, og igen i skolernes efterårsferie. Museets middelalderby er opført som en del af fiktiv dansk købstad, og den har fået navnet Sundkøbing. Byen er opbygget med håndværkerhuse, handelsboder, en havn med flere skibe skibe og både. Der bliver udøvet forskellige håndværk i husene, der bl.a. tæller en smedje, et købmandshus, en skrædder, et rebslageri og et hus, hvor der farves med planter. På torvet handles med autentiske varer, som har eksisteret i middelalderen og der spilles musik fra perioden og gøgles. Museet har mange husdyr som høns, gæs, får og heste, som alle er racer, der eksisterede i Danmark i middelalderen. Støtteforeningen Guldborgsund Gildet har forskellige grupper af frivillige, som beskæftiger sig med bestemte håndværk og er organiseret i laug som bl.a. vævning, plantefarvning, bueskydning, sejlads med de rekonstruerede skibe samt musik og intrumentfremstilling.
En middelaldermusikgruppe som har taget navn efter Falsterpiben, der er en del af en fløjte fra middelalderen, blev oprindeligt dannet i 1997 på Middelaldercentret, men er ikke længere en del af museet.
Middelaldercentrets to blider bliver demonstreret for publikum dagligt i åbningstiden. Den store af dem er verdens største, og de er en af hovedattraktionerne på museet. Besøgende bliver involveret i afskydningen, og bliderne skyder sten på 15-17 kg omkring 150 til 250 meter ud i Guldborgsund. Derudover findes en mangonel, en bombard og flere såkaldte hagebøsser, der er et tidligt gevær, som alle bliver affyret for de besøgende med jævne mellemrum. Hver dag i højsæsonen og i efterårsferien er der våbendemonstrationer, hvor mindre våben som langbue, armbrøst og stavslynge bliver fremvist og demonstreret. Middelaldercentret er et af de ganske få frilandsmuseer i Europa, der beskæftiger sig med teknologi i en bestemt historisk periode.
En anden hovedattraktion er ridderturneringerne, hvor to riddere dyster med sværd, spyd og lanser. Ridderturneringerne er opbygget med de samme discipliner, som man havde omkring år 1400, og ridderne benytter sig af autentiske rustninger og våben. Udstyret koster op mod 300.000 kr. pr. ridder. Derudover findes der bueskydning for publikum, og legepladsen er ligeledes inspireret af middelalderen. I indgangshallen vises der skiftende kortfilm og udstillinger, der formidler forskningsprojekter.
På stedet forefindes endvidere en restaurant kaldet Den Gyldne Svane, der er indrettet som spisesalen på en større dansk adelsborg omkring år 1400. Her serveres autentisk middelaldermad i stearinlysenes skær. Restauranten er en selvstændig virksomhed, men er i praksis en integreret del af formidlingen og lever op til de samme krav som resten af museet. Maden bliver lavet ud fra opskrifter, der stammer fra 1300- til 1500-tallets Danmark, Tyskland og England. I 1995-96 bidrog arkæolog og madhistoriker Bi Skaarup, der har forsket i middelaldermad, til at udvikle restauranten, og Middelaldercentret fortsatte samarbejdet med hende frem til hendes død i foråret 2014. I efteråret 2009 blev det annonceret, at der var planer om at videreudvikle køkkenet sammen med Grønt Center, der er et erhvervs- og forskningscenter, og Oldenburger Wallmuseum i et forsøg på at lave mere årstidsbaserede retter, som en slags historisk pendant til Ny nordisk mad.
I skovstykket umiddelbart nord for middelalderbyen findes en udstilling om tro og overtro i middelalderen med overnaturlige væsner som varulv, åmanden og andre fænomener. Fra 2013 er der i samme område etableret en teknologipark, med forskellige middelalderlige maskiner og opfindelser, som publikum i mange tilfælde kan afprøve. Både teknologiparken og udstillingen om overtro adskiller sig fra resten af museet ved at have skilte, der forklarer om de forskellige teknologier og overnaturlige fænomener.

### Særarrangementer
I løbet af sæsonen afholdes temaweekend med særligt fokus som madlavning, teater eller våbentræning og dage med særlige omvisninger. Der har været afholdt særlige våbendemonstrationer, hvor museet sammen med inviterede gæster har demonstreret skydevåbens historie og udvikling fra stenalderen til moderne tid.
Fra 2005 og nogle år frem afholdt man et riddershow kaldet A Knight to Remember nogle aftener i sommersæsonen. Arrangementerne var en blanding af teater, ridderturneringer, middelalderkamp, og det blev udført at museets ansatte og frivillige. I 2010 inviterede man for første gang udenlandske reenactergrupper til at deltage i disse events (se mere under International interesse), og det har senere udviklet sig til en kanonfestival, hvor grupper af indbudte reenactere deltog. I 2014 blev arrangementet erstattet af Turneringen om den Gyldne Lænke, hvor en indbudt gruppe af udenlandske riddere opførte en 100 % autentisk ridderturnering med faste lanser og fuld kontakt.
Til sankthans bliver der hvert år opstillet bål i havnen og afholdt båltaler. Efter bål og taler afskyder bliderne ildkugler ud over Guldborgsund. Båltalerne har bl.a. været afholdt af forfatteren Maria Helleberg og formanden for Middelaldercentret Anders Høiris. I 2012 besøgte omkring 1.500 personer museet til sankthans, hvilket var en fremgang på ca. 30 % i forhold til året før. I 2015 kom der lidt over 1.300 gæster, mens der i 2016 kom over 1.700 personer. Båltaleren var dette år var direktør for Museum Lolland-Falster Ulla Schaltz. I 2017 var tallet knap 1.400, hvilket til dels skyldtes et ustadigt vejr. Båltalen blev holdt af Kåre Johannessen.
I efterårsferien er der ligeledes ekstra arrangementer i form af bl.a. slagtning af høns og grise, teater, dukketeater, informationsløb for børn, historisk modeopvisning og en aften, hvor der er længe åbent med ridderturnering oplyst af levende lys og fakler samt bliderne, der affyrer ildkugler. Denne aften afsluttes med fyrværkeri. Arrangementet i efterårsferien er blevet en fast tradition blandt en del lokale.
Uden for sæsonen har der siden 2008 været afholdt julemarked i slutningen af november eller starten af december måned. Markedet afholdes i husene i middelalderbyen, men har ikke nogen anden forbindelse med middelalderen. Julemarkedet havde sit hidtil højeste antal besøgende i 2013. I 2016 slog julemarkedet igen rekord med op mod 1.500 besøgende. Til fastelavn er der også blevet afholdt arrangement med tøndeslagning og konkurrencer om udklædning, hvilket skete i perioden 2010-2016.
I flere år afholdt man middelaldermarkeder på Middelaldercentret med indbudte grupper, der kom og solgte forskellige varer. Det hidtil sidste af disse markeder blev afholdt i 2006.
I efteråret 2012 lod man for første gang folk komme og fiske med moderne remedier i havnen på museet efter åbningstid. Dette er senere blevet gennemført flere gange om morgenen inden åbningstid. Der er også afholdt bryllupper i middelalderbyen, med efterfølgende mad i restauranten Den Gyldne Svane, hvilket dog er sket uden for sæsonen. I 2012 anskaffede centret sig en hund af racen broholmer, som også eksisterede i middelalderen. Senere på året besøgte hundeklubben Broholmerselskabet museet, hvor de fremviste deres hunde, og fortalte om racens historie.

### International interesse
Middelaldergrupper fra hele verden gæster centret i løbet af sæsonen. Den første reenactmentgruppe, der besøgte Middelaldercentret, var en engelsk kanongruppe, hvilket skete i første halvdel af 1990'erne. Siden 2010 er der blevet afholdt en festival i skolernes sommerferie, hvor internationale reenactergrupper er blevet inviteret. Festivalen har været af varierende længde fra tre dage til en uge. Her er tiden, der er blevet skildret, blevet udvidet for at favne bredere. Den internationalt anerkendte reenactmentgruppe Company of Saynt George, som beskæftiger sig med årene 1460-1490, har været gæst flere gange ved disse begivenheder. Ligeledes har gruppen Order of the Crescent deltaget. Gruppen er en af verdens bedste og har vundet World Joust turneringen tre gange i træk i Leeds, England, og har tilknytning til Royal Armouries og Wallace Collection i London. Tidligere år har der også været afholdt festivaler og særlige shows, dog udelukkende med museets egne folk.
Mindre grupper af frivillige kommer også igennem sæsonen, heriblandt folk fra Storbritannien, Tyskland, Holland, Portugal og Italien.
I 2008 havde museet besøg af en gruppe elever fra King Edward's School i Birmingham, og dette blev gentaget i 2010 og 2012. De fleste af eleverne var i alderen 14-18 år der fulgte et særligt tilvalgsfag, hvor de via levende historie lærer om middelalderen og bueskydning som en del af deres uddannelse. Opholdet varede knapt to uger, og eleverne deltog i den daglige formidling sammen med de ansatte og frivillige.
Et hold britiske arkæologistuderende fra Cardiff University besøgte Middelaldercentret i 2022 og igen i 2023, hvor de som en del af deres uddannelse deltog i reenactment, formidling og projekter på stedet.

### Skoletjeneste
Museet har tilknyttet en skoletjeneste, der tilbyder forskellige undervisningsforløb om middelalderen for skoler og skolefritidsordninger. Tilbuddene omfatter både én-dagsarrangementer og lejrskole, hvor eleverne bliver iført autentiske dragter, samt lever og bor i middelalderbyen, ligesom centrets ansatte og frivillige gør. Der gives også guidede rundvisninger om tro og overtro for skoleklasser i skoven.
I forbindelse med åbningen af teknologiparken i 2013 blev der blevet udviklet undervisningsmateriale om middelalderlige opfindelser med henblik på undervisningsforløb i folkeskoler.
Omkring 2012 besøgte ca. 10.000 skoleelever museet årligt, og lejrskolefaciliteterne har i flere åre været booket i hele sæsonen.

### Arrangementer uden for museet
På trods af at Middelaldercentret har faste rammer på museet ved Nykøbing Falster, har centret flere gange medvirket til forskellige arrangementer rundt omkring i både Danmark og udlandet.
I 1993 medvirkede ansatte fra stedet til en ridderturnering i efterårsferien på Tøjhusmuseet i København. Igen i 1995 stod museet for et middelalderarrangement på Tøjhusmuseet. I 1995 medvirkede Middelaldercentret i et middelaldermarked på slotsruinerne ved Hammershus på Bornholm. Museet medbragte et mobilt marked, med bl.a. smedje, bagere og bueskytter.
Med de rekonstruerede skibe har Middelaldercentret medvirket til mange skibsfestivaler, sejlskibsregattaer og træf i bl.a. Rostock, Stubbekøbing, Nysted, Sakskøbing. I 2005 var skibet Agnete til en regatta i Brest i Frankrig. I 2013 deltog man i flere arrangementer; sejlskibstogtet Da Danmark Blev Til, der gik fra Roskilde til Korsør sammen med to andre rekonstruerede skibe, Køges 725 års købstadsjubilæum, Hajkutter Festival og -Regatta i Nysted og et sildemarked i Stege på Møn.
I 2003 bidrog Middelaldercentret med riddere, 23 heste og andet udstyr, heriblandt en mobil kastemaskine, til Det Kongelige Teaters opsætning af Ivanhoe i Ulvedalene. Forestillingen blev instrueret af Kasper Bech Holten, Martin Spang Olsen stod for kampscenerne, mens Nikolaj Lie Kaas spillede hovedrollen, og blandt andre medvirkende var Sonja Richter og Charlotte Munck.
Flere af museets ansatte deltog i kampscenerne, ligesom ridderne blev brugt til en ridderturnering i forestillingen. På trods af at flere rollespilsforeninger havde tilbudt at medvirke, valgte man i stedet Middelaldercentret, der kunne bidrage med autentiske våben og riddere.
Fra 2004 til 2010 har museet deltaget i et middelaldermarked uden for byen Akureyri i regionen Norðurland eystra på Island. Markedet er blevet afholdt på en middelalderlig handelsplads Gásir ca. 11 km fra byen og er foregået i samarbejde med Akureyri Museum.
I efterårsferien 2006 deltog Middelaldercentret i et middelaldermarked i København, og opførte ridderturnering på Christiansborg Ridebane.
I 2009 og 2010 udførte Middelaldercentret ridderturneringer på Oldenburger Wallmuseum i Oldenburg in Holstein til et slavermarked på museet kaldet Slawentage. Markedet har været afholdt siden 2006 og består af en lang række boder, hvor tyske reenactmentgrupper sælger varer, forskellige markedsaktiviteter og et slag mellem to grupper slavere.
En udsending fra museet vandt en konkurrence imellem vikinge- og middelalderkrigere på Vikingborgen Trelleborg i sommeren 2013. I forbindelse med regentparrets besøg i Vordingborg den 5. september 2013 deltog museet i et arrangement i byen. Middelaldercentrets ansatte og frivillige udførte forskellige middelalderlige optrin i gågaden og udførte et slag foran Gåsetårnet.
Museet har flere gange deltaget ved mindre arrangementer og projekter i lokalområdet som bl.a. Kulturfestival på Slotsbryggen i Nykøbing Falster, hvor man har udført historiske modeshows med tøj fra forskellige perioder i samarbejde med Museum Lolland-Falster, det lokale cykelløb Tour de Marielyst, hvor man bl.a. udførte en ridderturnering på stranden i Marielyst, et regionalt sundhedsprojekt og et lokalt motionsløb, der går over Farøbroen. Middelaldercentret er samarbejdspartner på cykelløbet og har i den forbindelse doneret flere præmier til konkurrencen.
Flere gange har folk fra Middelaldercentret deltaget i et historisk slag ved et kloster i Morimondo sydvest for Milano, Italien. Slaget fandt oprindeligt sted i 1352, og ved det reenactede slag deltager grupper fra bl.a. Danmark, Storbritannien, Italien og Polen.
I uge 41 i september måned 2014 deltog Middelaldercentret i et arrangement på Pederstrup på Vestlolland i anledning af 200-året for folkeskoleloven, som den tidligere ejer af herregården C.D.F. Reventlow havde været med til at indføre skoleloven i 1814. I alt ti forskellige kulturinstitutioner fra Lolland-Falster deltog og tilbød forskellige workshops for skoleelever i projektet kaldet SkoleTour200. Middelaldercentret havde riddere med, der gav lektioner i krigskunst.
I oktober 2016 medvirkede aktører fra Middelaldercentret til en bogmesse med genren fantasy, som foregik på kostskolen Herlufsholm i Næstved.
Den 12. oktober 2018 opførte Middelaldercentret tre ridderturneringer på Krigsmuseet (tidligere Tøjhusmuseet) i København i forbindelse med Københavns Kulturnat. Turneringen foregik med tre riddere og forskellige hjælpere fra museet.

## Forskning og rekonstruktioner
Som forskningsinstitution har Middelaldercentret bl.a. forsket i og rekonstrueret forskellige våben, bygninger og skibe fra perioden. Til mange af rekonstruktionerne er der blevet fremstillet værktøj på baggrund af fund og afbildninger fra middelalderen, og man har så vidt muligt brugt historiske teknikker til fremstillingen.

### Blider
Museet var de første til at rekonstruere en blide i nyere tid, som rent faktisk fungerede. Det var tidligere forsøgt af Napoleon 3. i 1851, men den skød 70 meter baglæns, og maskinen brød sammen efter få skud. Middelaldercentrets første blide blev bygget i 1989 i forbindelse med Nykøbing Falsters 700 års jubilæum. Den første blide, der blev bygget, fungerede dog ikke efter hensigten, og blev i stedet opstillet i en rundkørsel i udkanten af Nykøbing Falster. Herefter blev en ny og fuldt fungerende blide bygget. Den består af omkring 10 tons egetræ og bruger en ballast på omkring to tons sten. I 2002 var dens længste skud 168 meter med en 15 kg tung sten. I 1991 blev der bygget endnu en blide, der er væsentligt større end den første, og den består af omkring 21 tons træ. Den er dimensioneret til 10 tons sten som ballast, hvorved den kan kaste op til 500 m, men der bruges kun omkring fire tons, så den skyder omkring 250 m.
Kastearmen på den lille blide trækkes ned ved brug af taljer og reb, mens der skal fire personer til at gå i to store hjul for at løfte ballastkassen op på den store. Bliderne blev fremstillet i samarbejde med møllebyggerne John Jensen og Bjarne Frølich Petersen, samt en smed og en rigger, der var specialiseret i at løfte ekstremt tunge genstande.
Den lille blide brød sammen i maj 2021 efter at have været i funktion siden 1989 og have affyret tusindevis af skud. I november året efter lancerede Middelaldercentret en crowdfundingkampagne via Indiegogo for at finansiere byggeriet af en ny blide, der skulle erstattet centrets store blide, der også krævede renovering. Indsamlingen foregik indtil i marts 2023, og personer fra Danmark, Tyskland, Holland, England, Finland og USA havde tilsammen doneret knap 100.000 DKK, hvilket var noget under de 500.000 DKK museet havde sat som mål. Den nye blide endte derfor at blive ligesom lille, der var brudt sammen i 2021. Den blev bygget med tømmer fra Lolland-Falster, og blev bygget af en lokal tømrermester og møllebygger. Den blev indviet med et skud sankthans aften i 2023.
I 2005 blev Middelaldercentret hyret til bygge en blide til Warwick Castle Warwickshire i England. Bliden blev bygget efter samme design som den store blide fra 1991 med undtagelse af en længere kastearm, så den i alt måler 18 meter. Denne blide overtog dermed titlen som verdens største fra Middelaldercentrets store blide, der havde haft rekorden, siden den blev bygget. Delene blev produceret på Middelaldercentret og sendt til Wiltshire, hvor de blev samlet. Middelaldercentret var også med til at uddanne personale til at betjene bliden på Warwick. I 2011 tog Middelaldercentret rekorden for den største blide tilbage, idet der blev sat en længere kastearm på den store blide, efter den gamle knækkede.
Der blev brugt i alt to tons jern til konstruktionen af bliden på Warwick Castle. I 2006 blev den anerkendt som den kraftigste blide i verden ved at kaste en sten på lidt over 13 kg 249 meter, og den slog derved den tidligere rekord på 228 meter.
Den 10. april 2015 gik der brand i et stråtækt bådhus kort efter en brændende kugle fra bliden blev affyret. Det blev hurtigt rapporteret, at en gnist fra kuglen havde startet branden, selvom slottets talskvinde udtalte, at årsagen til branden stadig var under efterforskning. Hundredvis af turister blev evakuret fra slottet, men talskvinden udtalte, at de ikke var i fare. The Daily Telegraph beskrev bådhuset som "historisk", "middelalderligt" og at det stammede fra 1896, da Francis Greville, 5. Jarl havde opført det til en elektrisk båd.
En blide i Nijmegen i Holland er blevet fremstillet med hjælp fra Middelaldercentret omkring år 2008.
Der findes også en mindre blide uden kontravægt, en såkaldt perrier, der fungerer ved håndkraft. I stedet for en stor kasse med tunge sten, er der fastgjort en række reb, som flere personer hiver i på samme tid, for at får armen til at affyre projektilet.

### Krudt og kanoner
Et internationalt forskningsprojekt vedrørende krudtfremstilling i middelalderen har til huse på Middelaldercentret. Projektet startede i 2002 og består af historikere og arkæologer fra bl.a. Danmark og Storbritannien. De medvirkende kalder sig Ho Gruppen efter byen af samme navn ved Oksbøl, hvor gruppen har udført eksperimenter med rekonstruerede skydevåben. Gruppen har samarbejdet med flere eksperter i krudt og krudtfremstilling, heriblandt den tidligere fyrværker fra Tivoli, Lars Barfod og folk på Artilleriskolen i Varde. Gruppen afholder forskningsseminar ca. en gang om året med forskere fra bl.a. Storbritannien, USA og Danmark.
En mindre del af denne gruppe deltog således i Galathea 3 i 2006-2007, hvor der blev undersøgt svovl fra Island og salpeterudvinding ved Pondicherry, Indien, samt hvordan ingredienserne blev transporteret til Europa. I forskningsprojektet har man bl.a. optaget film og taget fotografier, der viser salpeterudvinding ved hjælp af gammeldags metoder i Indien, som har været brugt i middelalderen, men som man regner med forsvinder i nærmeste fremtid. Svovludvindingen foregik i samarbejde med det lokale museum Akureyri Museum i Akureyri på steder, hvor der i historisk tid er blevet udvundet svovl til fremstilling af krudt. Allerede i 2001 havde et hold fra Ho Gruppen været på Island for at undersøge svovludvinding, hvilket blev gentaget i 2005, og forskningprojektet har også været på Sicilien for at registrere svovlforekomster, som har været benyttet til tidlig krudfremstilling.
I 2001 byggede man et hønsehus på Middelaldercentret, så hønsenes afføring kunne blive opsamlet nedenunder og bruges i salpeterproduktion. Omkring 10 år senere fandt man ud af, at hønsemøg ikke er velegnet til salpeterfremstilling, og man er i stedet begyndt med hestemøg.
Som en del af krudtprojektet har man undersøgt såkaldte ildlanser, ildpile og forskellige blandingsforhold i krudt. Ildlanser kendes tilbage fra 1100-tallets Kina og er en slags romerlys på en pind, der sender små kugler med brændende materiale afsted, som er beregnet til at sætte ild på fjendens bygninger. Ildpile har samme funktion, og det har ikke været genstand for meget forskning inden Ho Gruppen begyndte. Lanserne er fremstillet på baggrund af beskrivelser i Vannoccio Biringuccios bog De la pirotechnia fra 1540. Ildpilene er blevet afprøvet i praksis ved at affyre dem med en ballista mod en træpalisade, hvor den udrettede betydelig skade. Forskningen viste også, at det ikke er meningen, at pilen skal brænde i luften, men først når den rammer målet. Ligeledes har man forsøgt at fremstille salpeter fra dyremøg, hvilket også er blevet praktiseret i middelalderen. Ildpilene blev fremstillet efter opskrifter den middelalderliger kanonmester af Johannes Bengedans.
Centret har i samarbejde med Moesgård Museum fremstillet en kopi af verdens ældste kanon støbt i bronze efter originalen fra 1326, som findes på Historiska museet i Stockholm. Den er fundet i Skåne, Sverige, og kaldes Loshultkanonen efter byen, hvor den blev fundet. Den første støbning blev ikke 100 % vellykket idet selve løbet måtte bores ud efterfølgende. I august måned 2007 blev der støbt fire eksemplarer af denne type på Middelaldercentret i samarbejde med Moesgaard Museum. Ovnen, der blev opført og brugt til støbningen, blev efterfølgende udgravet arkæologisk for at give viden om tilsvarende ovne, der findes ved "rigtige" arkæologisk udgravninger. Med kanonen er der blevet gennemført forsøg, bl.a. i 2002 og 2003 på en lukket miltær skydebane, der undersøgte effektiviteten af krudt fremstillet efter middelalderlige opskrifter. Forsøgene viste, at kanonen var ganske effektiv, hvilket var mod forventningen om, at våbnet var meget upræcist og ineffektivt.
Andre typer kanoner i jern er også rekonstrueret heriblandt en type, som også kendes fra skibet Mary Rose, der sank i 1545. Der er ligeledes fremstillet et antal tidlige geværer, kaldet hagebøsser, i bronze og jern, heriblandt en kopi af vedelspangbøssen og mörkökanonen.
Til sæsonstarten 2014 indviede museet en krigsvogn, der er skabt på baggrund af et kobberstik i Hausbuch som findes på Schloss Wolfegg nær München. Forrest sidder en kanon af Anholttypen fra begyndelsen af 1500-tallet fremstillet efter et fund ved øen, og på siderne er der huller til yderligere 14 mindre kanoner eller hagebøsser. Vognen har været stort set usårlig overfor samtidige krigsteknologier, og den er blevet kaldt verdens første kampvogn. Den har været skubbet frem af heste, som gik bagved vognen i en anden beskyttet vogn.

### Skibe
Middelaldercentret råder over flere rekonstruerede skibe fra perioden. Sammen med Vikingeskibsmuseet i Roskilde har man rekonstrueret to store handelsskibe fra middelalderen; henholdsvis Bredfjedskibet og Gedesbyskibet.
Desuden findes en rekonstruktion af Egernsund-prammen, en jolle fra Kalmar i Sverige, samt to færøbåde og en nordlandsbåd. Den ene af de mindre skibe med plads til tolv personer blev renoveret i 2011 i samarbejde med Lolland Produktionsskole på Bevaringsværft Plutteø ved Nakskov. Skibet, der var fremstillet i fyrretræ, var angrebet af svamp i flere af plankerne. Jollen blev fundet i 1930'erne, og står i dag udstillet på Kalmar Slot. Forsøg har vist at det er en manøvredygtig båd, og den har sandsynligvis været brugt som fiskefartøj.
I maj 2016 besøgte Middelaldercentrets ledelse Bangsbo Museum i Frederikshavn for at lave opmålinger af Ellingåskibet til en rekonstruktion. Skibet er et knarrskib, der er dateret til 1163, og det bliver set som et link imellem vikingeskibe og middelalderskibe. Augustinusfonden bevilgede i 500.000 kr til et forprojekt der skulle klarlægge omfanget af rekonstruktionen.

#### Bredfjedskibet
Bredfjedskibet er et handelsskib fra 1600-tallet fundet ved Bredfjed på Lolland på et område, som Rødby Fjord tidligere dækkede inden afvandingen.
Rekonstruktionen blev udført i samarbejde med Nationalmuseets Marinarkæologiske Forskningscenter i Roskilde. Kun bunden af skibet var bevaret, og resten af skibet blev derfor rekonstrueret ud fra billedmateriale fra samme periode, hvor skibet var i funktion. Dette indbefattede et kobberstik af Hugo Allard fra første halvdel af 1600-tallet med navnet Koppenhagen, et kobberstik af Jan Dirch fra 1611 ved navn Hafnia og et oliemaleri af Hendrick Cornelius Vroom, der kan ses på Marienlyst Slot i Helsingør.
På baggrund af konstruktionen i kølen har man antaget, at skibet har haft to master.
De første tegninger til rekonstruktionen var færdige i 1999, og skroget blev bygget i vinteren 2000 på Fejø Bådeværft. På Middelaldercentret blev rekonstruktionen færdiggjort, og det blev søsat 7. maj 2001. Skibet blev døbt Sophie efter Sophie af Mecklenburg, der boede på Nykøbing Slot, da skibet var i funktion. Skibet vejede 15 tons og havde 10 tons sten som ballast. Stenene stammede fra torvet i Sakskøbing.
I 2013 viste det sig, at skibet var angrebet af svamp i en sådan grad, at det ikke kunne svare sig at reparere Sophie, da prisen for en reparation ville overstige prisen på at fremstille et nyt skib. Analyser viste, at svampen havde siddet i træet allerede, da skibet blev bygget, og det var således ikke som følge af dårlig vedligeholdelse. Det var herefter planen at Sophie skulle sænkes med last for give forskere mulighed for at se, hvordan forskellige ting forrådner og dermed give viden om andre skibsvrag.
I 2019 annoncerede museet, at det trods flere års arbejde ikke var lykkedes Faaborg Museum at få de fornødne tilladelse til at sænke skibet i Det Sydfynske Øhav som planlagt. Skibet havde på dette tidspunkt ligget i Faaborg i 5 år. Middelaldercentret valgte derfor at at få skibet tilbage til museet, hvor det stadig kunne være offentlig tilgængeligt, og museet kunne bruge det i formidlingen som et eksempel på, hvad der også skete med skibe i middelalderen.

#### Egernsund-prammen
Egernsund-prammen er en pram fra 1200-tallet, der blev fundet i Egernsund i Sønderjylland.
Rekonstruktionen blev fremstillet med kopier af originale værktøjer, for ikke bare at genskabe prammen men også arbejdsprocessen. Konstruktionen og materialevalget til prammen viste højt fagligt niveau på trods af det tilsyneladende simple ydre. Sejlads har vist at det var et manøvredygtigt fartøj med god lasteevne, og man har bl.a. prøvet at transportere mindre heste.

#### Gedesbyskibet
Gedesbyskibet er dateret til første halvdel af 1300-tallet. Det blev fundet i 1988 ved Gedesby på Sydfalster.
En model i størrelse 1:5 blev fremstillet inden selve byggeriet. Selve rekonstruktionen foregik fra 1993 til 1995 på Middelaldercentret i samarbejde med Nationalmuseets Marinearkæologiske Center. Der blev fældet omkring 70 m3 egetræ til konstruktionen. Skibet blev søsat den 1. juni 1995 og navngivet af formande for Arbejdsmarkedets Feriefond Aase Olesen, og et fik navnet Agnete efter folkevisen "Agnete og Havmanden" .
Den første prøvesejlads blev foretaget omkring Gedser og Rødsand i vindstyrker op til 16 m/s.
Forsøg med rekonstruktionen har givet viden om lasteegenskaber og sejlteknikker i skibe fra den tidlige middelalder. Efter yderligere studier fra Vikingskibsmuseet, har man i 2006 fremstillet et kastel til at montere på Agnete. Kastellet har været brugt til at forsvare skibet mod pirater, og det giver en strategisk fordel ved at hæve forsvarene over dækket og give overblik over skibet.

### Bygninger
Der er ikke bevaret nogen danske huse fra 1300- og 1400-tallet, da de enten er revet ned eller på anden måde forsvundet. Husene i middelalderbyen er derfor baseret på arkæologiske fund af fundamenter, samtidigt billedmateriale og middelalderlige illustrationer fra andre nordeuropæiske lande, der har haft nogenlunde samme byggeskik. Husene er enten bindingsværks- eller bulhuse, som det var almindeligt i middelalderens Danmark.
Til de fleste større bygninger på Middelaldercentret har man samarbejdet med arkitekten John Kronborg Christensen, som har specialiseret sig i restaureringsarkitektur og historiske bygninger. Christensen har ligeledes medvirket til opførslen teknologiparken.
På baggrund af udgravninger i Algade i Aalborg fra 1957-1958, begyndte man i 2008 at opføre et nålemagerværksted fra omkring 1300. Projektet blev ledet af en Ph.d.-studerende i middelalderarkæologi fra Aarhus Universitet og stod færdigt til brug i 2009. Der er blevet fremstillet kopier af en række redskaber, der blev brugt til dette håndværk i middelalderen, og der bliver produceret forskellige typer nåle og fingerbøl i værkstedet bl.a. på baggrund af genstande på Nordjyllands Historiske Museum og Horsens Museum.
I 2011 begyndte opførelsen af en middelalderkirke på museet. Det er en rekonstruktion af Kippinge Kirke på Nordfalster, som den så ud i middelalderen, og det er således kun selve kirkeskibet, der opføres, da resten er senere tilføjelser. Kirken bliver opført i samarbejde med Nationalmuseet, og det er første gang i omkring 600 år, at der bygges en klassisk middelalderkirke. Oprindeligt var det planen, at den skulle bygges næsten udelukkende ved frivillig arbejdskraft, hvilket ville tage 5 til 10 år. I efteråret 2013 blev der dog ansat en professionel murer og uddannet stenhugger ved navn Mads Okking til at opbygge fundamentet af bygningen i løbet af vinteren. Kirken bliver viet til Sankt Nikolaus, som mange andre kirker i Danmark. Særligt i købstader ved vandet findes kirker viet til denne helgen. En del af udfordringerne ved opførslen er at leve op til nutidens sikkerhedskrav på en byggeplads, og museet har derfor fået dispensation på den del områder. Til projektet er der også fremstillet autentisk værktøj, selvom det i høj grad minder om moderne murerværktøj. I vinteren 2015/2016 blev der søgt 2,4 mio. kr hos Realdania.
I forbindelse med kirkebyggeriet har man udført en milebrænding i efteråret 2012, hvor man over tre dage forsøgte at brænde munkesten til brug ved kirkebyggeriet. Stenene var blevet produceret på Middelaldercentret i løbet af sæsonen samme år. Produktionen og brændingen skete efter studier og korrespondance med Cathrinesminde Teglværk i Sønderjylland og et teglværk i Sindal i Vendsyssel. Ved siden af kirken er der blevet anlagt faciliteter til byggeriet i form af et værksted og en plads til fremstilling af munkesten med smathul til blanding af ler. Der skal sammenlagt bruges omkring 40.000 munkesten til opførslen.
I 2014 opførte man en decideret teglovn til brænding af både mursten og kalk til læsket kalk. Frank Erichsen, kendt fra programmet Bonderøven bistod med opførslen, mens den professionelle murer, der også havde arbejdet på kirken, forestod selve bygningsarbejdet. Ovnen var tegnet af den samme arkitekt, som har tegnet de fleste andre af museets bygninger. Den færdigmurede ovn kunne rumme omkring 12 m3. Ovnen blev prøvebrændt over en weekend i juni, hvor man forsøgte at brænde kalksten. Erichsen hjalp til med at placere kalkstenene korrekt, da han havde ekspertise fra sin egen kalkovn. Der blev brugt omkring 10 m3 brænde under forsøget. Erichsens deltagelse under kalkbrændingen blev optaget til Bonderøven, og programmet blev sendt i efteråret 2016.
En mindre træbygning, som bruges til fængsel, er en kopi af et middelalderligt fængsel, som har stået torvet i den tyske by Quedlinburg, som ligger i delstaten Sachsen-Anhalt.

### Anden forskning
Der forskes løbende i tekstiler og dragter. Både forskellige tekstiltyper og kvaliteter afprøves, ligesom forskellige snitmønstre benyttes. Forskningsresultaterne benyttes bl.a. til centrets egne dragter. Der er bl.a. blevet fremstillet en såkaldt jødedragt, da jøder i middelalderen skulle gå særligt klædt, så de kunne genkendes fra kristne og en dragt til en præst bl.a. ud fra genstande fra Bayerisches Nationalmuseum i München og Museum Schnütgen i Köln. Til forskningen benyttes bl.a. forskelligt billedmateriale fra kalkmalerier og statuer fra perioden.
I sæsonen 2015 deltog medarbejdere på Middelaldercentret i et pilotforsøg for den ph.d.-studerende arkæolog Vivi Lena Andersen fra Københavns Museum. I forsøget noterede fire ansatte igennem hele sæsonen deres færden iført middelalderdragter, og Andersen fik efterfølgende de brugte sko til undersøgelse. Formålet var, at givet bidrag til den arkæologiske fortolkningsproces. Forsøget viste bl.a. at skoenes holdbarhed i høj grad blev påvirket af terrænet og vejret, idet tørt underlag gav en mærkbart forlænget levetid. Ph.d.-afhandlingen blev forsvaret i marts 2017.
Der er blevet udført forsøg med vinterbeboelse i middelalderhusene flere gange, hvoraf det seneste er foretaget i 2009. Husene har været beboet for at teste forhold som temperatur, lys og døgnrytme i husene for at give viden om, hvordan hverdagen foregik om vinteren i middelalderen.
I 2002 fremstillede museet en ballista med en bue af sammenlimede hornstykker, hvilket er første gang i omkring 500 år, at man har bygget sådan et våben. Ballistaen blev fremstillet efter et fund fra den tyske by Quedlinburg, der på dette tidspunkt var den eneste bevarede fra middelalderen.
Teknologiparken, der blev indviet i 2013, viser maskiner og opfindelser fra middelalderen opført i fuld størrelse i samarbejde med centrets arkitekt og håndværkere fra CELF i Nykøbing Falster. Dette inkluderer bl.a. en faldskærm tegnet af Leonardo da Vinci, angrebstårne og flere vandløftemekanismer, heriblandt en arkimedesskrue og en pumpe tegnet af den tyske videnskabsmand Georgius Agricola. Desuden er der fremstillet flere maskiner, som aldrig vil virke i praksis, men som kun har været tænkt på papiret. Disse tæller bl.a. en evighedsmaskine efter tegninger af franske opfinder Villard de Honnecourt, en vinddrevet elevator gengivet i både Hans Talhoffer og Konrad Kyesers manuskripter og verdens ældste bil tegnet af den italiensk ingeniør Giovanni Fontana. Allerede i 1997 fremstillede man en flyvemaskine på baggrund af da Vincis tegninger. Maskinen blev afprøvet af museets ansatte henover havnen fastspændt til en wire. Skelettet blev fremstillet i træ og der blev brugt råsilke til vingerne. Forsøgene viste, at den ikke kunne flyve, men at da Vinci var ganske tæt på den moderne hangglider, og maskinen er i dag udstillet i indgangshallen.
Sammen med Moesgård Museum har museet støbt en kirkeklokke i bronze. Klokken er en kopi af en klokke fra Bogø Kirke på Bogø mellem Falster og Møn. Denne klokke blev valgt som forlæg, fordi den passede med alder og størrelse på klokken i den kommende kirke, og fordi den var lokal. Selve støbningen foregik i Indien, hvor det tog flere år at finde nogle med den rette ekspertise, der kunne støbe i teknikken cire perdue, der betyder "tabt voks". Klokken skal bruges i den middelalderkirke, som museet også er ved at opføre (se mere under Bygninger), men den er indtil videre ophængt i en klokkestabel ved siden af byggepladsen i 2011. Klokkestablen er bygget på baggrund af et kalkmaleri i Vesterø Søndre Kirke på Læsø, og efter studier af klokkestabler ved Arninge og Birket Kirke på Lolland. Sidstnævnte har den ældste og bedst bevarede klokkestabel i Danmark. Kirkebyggeriet skal både tjene til at formidle kirken, men også de håndværk og byggeteknikker der benyttes under opførslen.
På støberiet i Indien, som ligger i Tamil Nadu-provinsen, har man også fået fremstillet flere andre genstande i bronze med samme teknik, som blev brugt til klokkestøbningen. Man har fået lavet en akvamanile, som er en type kande, der bliver benyttet til liturgisk håndvask i den katolske kirke. Kanden blev fremstillet efter et eksemplar, som findes på Metropolitan Museum of Art i New York, men som oprindeligt menes at være produceret i Nürnberg i den tyske delstat Bayern omkring år 1400. Derudover fik man fremstillet et lille kar fra slutningen af 1400-tallet, som stammer fra den sydlige del af Nederlandene, men som i dag er udstillet på samme museum som akvamanilen. Desuden blev der rekonstrueret en lysestage og en morter fra Hamborg dateret til 1300-tallet, som begge er udstillet på Nationalmuseet i København. Alle genstandene blev fremstillet som "næsten kopier", idet der blev lavet bevidste afvigelser fra originalerne.
Til den kommende kirke har man fået fremstillet en kopi af et røgelseskar, som findes i Den Gamle By i Aarhus og et dørhåndtag fra Kastrup Kirke uden for Vordingborg, som stammer fra 1300-1400-tallet. Desuden har man fået rekonstrueret en kande, som findes på Museum Boijmans Van Beuningen i Rotterdam samt en akvamanile, der er fundet i Vordingborg, men som formentligt er fremstillet i Norditalien i 1100-tallet.
En dykkerdragt er blevet fremstillet i 1998 ud fra illustrationer fra Konrad Kyesers manuskript Bellifortis, der blev skrevet omkring år 1405. Den er gengivet i Hans Talhoffers fægtemanual, og den indeholder det første billede, man har, af en dykkerdragt. Hjelmen er fremstillet i jern ligesom en hjelm til krigsbrug, mens resten af dragten er syet i læder. Et par sko er fremstillet med såler af bly for give tyngde til at holde dykkeren nede. Iltforsyningen består af en slange, der forbinder hjelmen med en eller flere blæsebælge på overfladen, som leverer frisk luft. Dragten blev testet første gang i juli måned 1998 sammen med Søværnets Teknikerskole ned til fire meters dybde, og den er siden blev afprøvet ned til ti meters dybde. Dykkerdragten er i dag en del af udstillingen om kunstnere og opfindere i indgangshallen.
Man har også rekonstrueret en af Boringholmvognene fra 1300-tallet. Vogntypen har navn efter voldstedet Boringholm i Gribskov, hvor den blev fundet.
Der er blevet forsket i ølbrygning som bl.a. er foregået i det bryggers, der stod færdig i 2011. Man har maltet og brygget med middelalderlige metoder. Tyndt øl var den foretrukne drik i middelalderen, fordi vand fra en brønd ofte var forurenet. Der er også blevet forsket i materialer og teknikker til maling i middelalderen, og museet har en dedikeret gruppe af frivillige, som beskæftiger sig med netop dette.

### Publikationer
Middelaldercentrets arbejde og forskningsresultater er løbende blevet udgivet af museet i en række publikationer. Siden vinteren 2005 har museet hvert år udgivet et nyhedsblad med Middelaldercentrets nyeste forskningsresultater og artikler med relation til middelalderen og museet. Bladet er inspireret af et lignende nyhedsblad fra frilandsmuseet Weald and Downland Open Air Museum, der ligger i Essex i Sydengland, og udkommer mindst én gang om året.
- 1990 Rekonstruktion einer Steinschleuder, Deutsches Waffenjournal, af Peter Vemming Hansen
- 1991 "The Trebuchet". Military Illustrated no. 27, af Peter Vemming Hansen
- 1992 "The witch with ropes for Hair". Military Illustrated no. 30, af Peter Vemming Hansen
- 1992 Riddervæsen, Krigskunst og Turneringer i Danmarks Middelalder, af Vivian Etting[679]
- 1993 "Experimental reconstruction of a medieval trebuchet". Acta Archaeologica Vol. 63, af Peter Vemming Hansen
- 1993 Børn og børnelege i Middelalderen ISBN 87-984133-4-1, af Dorthe Wille Jørgensen[679]
- 1997 Mad og spisevaner i Middelalderen ISBN 87-984133-6-8, af Bi Skaarup[679][680]
- 1997 Magi og Heksetro i Nordisk Middelalder ISBN 87-984133-8-4, af Kåre Johannessen
- 1998 Middelalderens Mekaniske Apparater til Krigsbrug ISBN 9788798719717, af Peter Vemming Hansen[679]
- 1998 Den Skæve Pind – Buen som Militærvåben i Middelalderen ISBN 9788798413370, af Kåre Johannessen
- 1998 Hor Saa Vide – Seksualiteten i Middelalderen ISBN 87-984133-9-2, af Kåre Johannessen
- 1999 Agnete - En dejlig Skude ISBN 87-987197-2-6, af Kjeld Gerdrup[681][682]
- 2000 Død & Pine ISBN 87-987197-4-2, af Line Esbjørn og Leif Plith Lauritsen
- 2000 Børn og børns vilkår i Middelalderen, af Kirsten Meldgaard[683]
- 2000 Rekonstruktioner af mands- og kvindedragter på Middelaldercentret - et øjebliksbillede af 1390'erne ISBN 87-987197-3-4, af Catharina Oksen
- 2001 Rekonstruktion og testning af Loshultkanonen ISBN 87-987197-5-0, af Peter Vemming Hansen[684]
- 2001 Død & Pine ISBN 87-987197-4-2, af Line Esbjørn og Leif Plith Lauritsen
- 2002 "Reconstruction of the Loshult gun". Ordenance Society Journal Vol. 14, Leeds, af Peter Vemming Hansen[685]
- 2004 Det Lo De Meget Af – Middelalderens humor, af Kåre Johannessen
- 2004 Hvad Mønten Fortæller – en introduktion, af Kåre Johannessen
- 2005 "Lidt om krudtets historie og eksperimenter med tidlige kanoner og krudttyper". Aktuel Arkæologi nr. 7, af Peter Vemming Hansen
- 2005 Ath prydæ synæ clæder ISBN 87-990421-2-6, af Camilla Louise Dahl
- 2006 Stil og Status – møbler og boligindretning i middelalderens verdslige bygninger ISBN 978-87-990421-4-2, af Kåre Johannessen
- 2008 "Early guns and gunpowder - experiments and ethno-arcaheological research".[584] EUrea no. 7, af Peter Vemming Hansen[686]
- 2011 Blandt Spøgelser, Gengangere og Andet Godtfolk – om det overnaturlige i middelalderen, af Kåre Johannessen
- 2011 Guds Dilletanter... og Hvermands - teater i middelalderen, af Kåre Johannessen
- 2014 Løgne, misforståelser og halve sandheder. 10 myter om middelalderen, af Kåre Johannessen
- 2014 Middelalderens tyske fægtemestre, af Kåre Johannessen

## Film og tv
Middelalderbyen Sundkøbing har mange gange lagt kulisse til filmoptagelser for både danske og udenlandske film, serier og dokumentarprogrammer.
Julekalenderen Pyrus i Alletiders Eventyr, der blev sendt første gang i år 2000, optog dele af et afsnit på Middelaldercentret. Serien handler om nissen Pyrus, der har bragt uorden i en række eventyr, og sammen med sine venner må han derfor må rejse ind i historierne for at rydde op i dem. Ridderturneringen og dele af byen blev brugt til optagelserne af serien, og flere frivillige og ansatte medvirkede som statister og museumsinspektør Kåre Johannessen i en mindre birolle. I 2004 sendte DR satireprogrammet Drengene Fra Angora med Esben Pretzmann, Rune Tolsgaard og Simon Kvamm, hvor der i hvert afsnit blev sunget en sang med en tilhørende musikvideo. Videoen til sangen "Ridder-problemer" indeholdt et kort klip med Middelaldercentrets blide til teksten "Og det bliver efterfulgt, af en tur i katapult".
En dokumentar med den engelske skuespiller Mark Williams kaldet Mark Williams' Big Bangs, hvor sprængstoffets historie bliver gennemgået og afprøvet, brugte bl.a. museets havn til at sprænge en båd i stykker. Programmet er produceret i 2006 af British Sky Broadcasting
I 2008 blev flere dele af middelalderbyen benyttet som kulisser til den danske eventyrfilm Vølvens forbandelse, der havde premiere i 2009. Filmen handler om et søskendepar, der rejser tilbage i tiden for at hjælpe en mand, der er blevet forhekset af en vølve til at leve evigt.
Samme år lagde middelalderbyens havn, flere huse og museets restaurant kulisser til den tyske film 12 Meter Ohne Kopf, der handler om den tyske pirat Klaus Størtebeker. I forbindelse med optagelserne blev der foretaget midlertidige ændringer for at få byen til at se ældre og fattigere ud. Flere ansatte og frivillige fra museet medvirkede som statister.
Både Discovery Channel, History Channel og National Geographic Channel har optaget programmer på stedet om middelalder og historiske teknologi.
National Geographic Channel har bl.a. produceret et program om tidlige opfindelser fra middelalderen, hvor Middelaldercentrets rekonstruerede dykkerdragt blev afprøvet og museets kastemaskiner testet. I 2010 producerede National Geograhic Channel programmet Medieval Fight Book, der omhandler Hans Talhoffer og hans fægtemanual. Udover flere historikere og våbeneksperten Mike Loades var nogle af centrets ansatte involveret, og bliderne blev affyret. Der blev også udført et retslig duel mellem en mand og en kvinde, hvoraf sidstnævnte var ansat på museet. History Channel har optaget flere programmer på museet. I efteråret 2008 brugte man en af centrets rekonstruerede kanoner og den rekonstruerede dykkerdragt til sjette sæson af programserien Ancient Discoveries. Kanonen blev brugt i episoden "Airborne Assault", der blev sendt første gang den 5. november 2009, hvor man undersøgte en myte om en kanon, der var opstillet ved Istanbul i Tyrkiet, som var i stand til at skyde kugler afsted, der slog smut på vandet, så de kunne ramme skibe med større kraft. I programmet lykkedes det at få kanonkuglen til at slå 12-15 smut på en strækning på 500 m og skyde igennem en trævæg. Programmets vært var Mike Loades, og museumsdirektør Peter Vemming medvirkede også i indslaget. Dykkerdragten blev brugt i episoden "Mega Ocean Conquest", der blev sendt første gang den 22. december 2009.
I 2011 optog History Channel dele af programmet Going Medieval, der handlede om livet i middelalderen, på museet. Programmet havde Mike Loades som vært, og optagelserne foregik over tre dage i november måned, hvor flere både frivillige og ansatte medvirkede. Bliderne blev brugt kort i femte sæson af serien i afsnittet "Impossible Army Machines", der blev sendt den 1. december 2008, som handlede om forskellige krigsmaskiner og teknologier.
I 2010 brugte den tyske medievirksomhed ZDF dele af Middelaldercentret som kulisser til en miniserie i to dele kaldet Die Deutsche Hanse om Hansaforbundet, der blev sendt i Tyskland første gang i maj 2011. Optagelserne blev foretaget på havnen, der ved hjælp af computeranimation blev til en del af en større by, og i restauranten Den Gyldne Svane, hvor der blev lavet en kampscene. Desuden blev bliderne affyret mod en computeranimeret borg, der skulle illudere et angreb på Kernen i Helsingborg. Flere af museets ansatte og frivillige medvirkede som statister. Bliderne medvirkede også kortvarigt i episode 3 i en serie om krigsførelse kaldet Groundwar.
DR1-programmet Fra Kyst til Kyst besøgte Middelaldercentret i sommeren 2010 i det femte afsnit i serien, som også omhandlede Sydsjælland og Nykøbing Falster. Programmet blev sendt i sommeren 2011 og omhandlede forskellige danske byer og attraktioner.
I 2012 blev et afsnit af realityshowet Gustav og Linse på Udebane, med Linse Kessler og Gustav Salinas, optaget på museet. Programmet handler om at udsætte de to personer for nogle uvante situationer og give dem forskellige opgaver. Udfordringen på Middelaldercentret var at gå rundt i de store hjul på bliden for at få kastearmen ned, at skyde med bue og pil, samt at leve som middelaldermennesker ligesom museets ansatte og frivillige. Således måtte de ikke bære makeup, deres mobiltelefoner blev taget fra dem, og de skulle overnatte i et middelalderhus. Danmarks Borgcenter har benyttet Middelaldercentret til optagelser i 2012, der bliver brugt i deres udstilling, som åbnede i foråret 2014. De har bl.a. optaget middelaldercentrets personale, der affyrer langbuer, en armbrøst og folk der fremstiller munkesten.
Dokumentarserien Kåres Danmarkshistorie med Kåre Johannessen, der gennemgår 13.000 års Danmarkshistorie, brugte Middelaldercentret i flere afsnit. I "Bronzens og jernets tid", der handler om bronze- og jernalder, bliver bronzestøbning demonstreret og i "Genrejsning, Massedød og Reformation", der handler om perioden 1340 til 1536, bliver museets krudtvåben forklaret og demonstreret. Programmet er produceret af TV Øst og blev sendt første gang i vinteren og foråret 2013.
I 2013 blev dele af andet afsnit i dokumentarserien I krig for Danmark optaget på Middelaldercentret. Serien handler om Danmark som krigsførende nation igennem historien, og afsnittet "På korstog mod øst" fokuserede på Angrebet på Arkona i 1168 og de baltiske korstog. I programmet blev syv testpersoner sat til at lade bliderne for at vise de fysiske anstrengelser ved belejringskrig. Våbnenes skudkadence blev afprøvet, idet de på tid skulle affyre så mange skud som muligt.
Flere af museets ansatte optrådte som riddere og soldater i forskellige situationer, og museumsinspektør Kåre Johannessen udtalte sig om bliderne og middelalderlig krigsførelse. Programmet blev sendt første gang 13. januar 2014 på DR K. Samme år besøgte rejseprogrammet Anne-Vibeke Rejser på dk4 også museet, og værten var særligt begejstret for formidlingskonceptet. Programmet blev sent i maj måned 2014.
I programmet Tidens Tegn, der er et program for døve, besøgte værten Middelaldercentret i serien kaldet Danmarkshistorien på Tegn i del 4. Afsnittet omhandlede senmiddelalderen og blev sendt første gang den 27. september 2014.
Omkring 2014 optog Danmarks Radio det fjerde afsnit af Klassekabalen på museet. Serien fulgte en skoleklasse i forskellige situationer og så på skolebørns trivsel. I afsnittet med titlen "Lejrskole" var klassen på Middelaldercentret på lejrskole i to dage. Man fulgte eleverne fra de tog af sted i toget, klædte om til middelaldertøj, lavede mad, skød blide af og så ridderturnering. Herefter blev der vist, hvordan klassen gebærdede sig efter åbningstiden i moderne tøj og deres samvær. Klassen sov i middelaldertelte, med undtagelse af et par stykker som fik hjemve, og næste morgen tog hjem. Undervejs i programmet blev nogle af eleverne interviewet om deres oplevelser.
I foråret 2014 blev tv-quizzen Duellen optaget i restauranten Den Gyldne Svane. Quizzen blev produceret af TV2 Øst og havde centrets egen Kåre Johannessen som vært. I hvert afsnit kæmpede to hold bestående af to personer fra samme kommune i Region Sjælland mod hinanden i historisk viden. Programmet blev sendt første gang i 2014 fra 23. august til 22. november, og vinderen blev holdet fra Kalundborg Kommune, som fik et ophold på Dragsholm Slot. I efterårsferien samme år optog et produktionshold lydspor på museet til den danske fantasyfilm Skammerens Datter. Størstedelen af filmen blev optaget i Tjekkiet, hvor der blev brugt tjekkiske statister, derfor skulle man bruge danske stemmer som baggrundslyde, hvilket museets frivillige leverede.
I 2015 besøgte Frank Erichsen fra programmet Bonderøven Middelaldercentret i forbindelse med forsøg med kalkovnen. Her hjalp han med at fylde ovnen med kalk og med optændingen af ovnen. Efterfølgende interviewede han museets arkitekt John Kronborg, der har tegnet ovnen. Han forklarede om teglovnen, og om hvordan denne ovn bruges til både at brænde teglsten og kalk, hvilket man også kender fra arkæologiske fund. Han vendte tilbage, efter der var fyret op i ovnen i flere dage, for at se resultatet. Ovnen var gået lidt i stykker, og ikke alt kalken var brændt. Desuden fik han demonstreret en stavslynge og affyrede museets store blide. Erichsens deltagelse blev filmet til to episoder i 17. sæson af serien, og afsnittene blev sendt første gang i september 2016. Dette år besøgte værterne fra Mord på Film Sigurd Kongshøj og Stefan 'Snake' Knudsen Middelaldercentret. Det skete i forbindelse med at undersøgte et mord fra Game of Thrones, hvor Gregor Cleganes (kaldet The Mountain) duellerer med Oberyn Martell. Clegane knuser Martells kranie med de bare næver, hvilket de konstaterede var stærkt overdrevet. Værterne rekonstruerede mordet, som foregik på turneringsbanen. Bliden blev også vist i et kort klip.
I maj måned 2016 optog DR programmet Guld i Købstæderne to afsnit på Nykøbing Katedralskole i Nykøbing Falster med historikeren Cecilie Nielsen som vært. I programmet viste den tidligere museumsinspektør på Middelaldercentret, Leif Plith Lauritsen, værten rundt på Lolland og Falster, og kom i den forbindelse til Middelaldercentret. Her forklarede Lauritsen om middelalderen i Nykøbing og transport og handel i perioden. Den anden tidligere museumsinspektør, Kåre Johannessen, deltog desuden også i programmet som gæst. Han havde medbragt en daneøkse, der tidligere havde indgået i en våbensamling ejet af E.A. Christensen, og var nævnt i Ada Bruhn Hoffmeyers bog Gammelt Jern. E.A.Christensens våbensamling fra 1968. Øksen var fundet uden for London, og er dateret til 1000- eller 1100-tallet. Den blev vurderet til 3000-5000 kroner. Programmet blev sendt første gang i august 2016.
I løbet af sæsonen 2016 optog DR1 dele af programmet Et glimt af Danmark på Middelaldercentret til 8. afsnit af anden sæson, der havde Sisse Fisker som vært. I programmet skal de to livsstilseksperter Julia Lahme og Lars Aarup gætte, hvor i Danmark de er ud fra en række oplysninger om områdets indkøbsvaner, politisk ståsted og andre statistikker. Museets inspektør, Thit Birk Petersen, fortalte om Nykøbing Falster i middelalderen, om byens kongeslot og bliderne blev demonstreret. Deltagerne fik mulighederne Nakskov, Nykøbing Falster og Vordingborg at vælge imellem, og Lahme gættede på sidstnævnte, mens Aarup gættede rigtigt.
I foråret 2017 optog DR1 atter engang på Middelaldercentret. Denne gang var det i forbindelse med deres stort anlagte historie-serie Historien om Danmark. Serien, der består af 10 afsnit blev sendt i løbet af 2017, havde Lars Mikkelsen som vært. Optagelserne på Middelaldercentret foregik bl.a. i købmandshuset, og blev af afsnit 4 og 5, som omhandlede hhv. højmiddelalderen og senmiddelalderen.
I efteråret 2021 blev underholdningsserien Fuhlendorff og de skøre riddere optaget på Middelaldercentret. I programmet skal to komikere løse en mission udtænkt af Christian Fuhlendorff i fantasybyen Tapreløs, som er middelalderbyen på museet. Der blev produceret fem afsnit, som blev sendt i begyndelsen af 2022.
I oktober 2023 optog DR en række scener til deres julekalender Tidsrejsen 2, der blev sendt i 2024. Året efter var DR tilbage for at optage scener til spin-off-serien Tidsrejsen - Arven efter Drago, der havde premiere på DRTV 13. juni 2025.

## Galleri
- Bådehus på Middelaldercentret.
- Skydeskive til bueskydning.
- Fængsel der er opført efter lignende konstruktion fra Quedlinburg, Tyskland.
- Robåden Havmanden, som er rekonstrueret efter et fund, der findes på Kalmar Slot.
- Udstilling om opfinderens værksted i indgangsbygningen.